# ウォルト・ディズニー・カンパニー
ウォルト・ディズニー・カンパニー（The Walt Disney Company）、通称ディズニー（Disney[ˈdɪzni]）は、カリフォルニア州バーバンクのウォルト・ディズニー・スタジオに本社を置く、アメリカ合衆国の多国籍マスメディア・エンターテイメント複合企業。
ウォルト・ディズニー（ディズニー家を参照）は1921年にラフォグラム・フィルムを創設したが、約2年で破産する。その後、1923年10月16日にウォルトは兄のロイ・O・ディズニーと共にディズニー・ブラザース・カートゥーン・スタジオ（Disney Brothers Cartoon Studio）を設立した。その後はウォルト・ディズニー・スタジオ（The Walt Disney Studio）やウォルト・ディズニー・プロダクション（Walt Disney Productions）という名称で運営されていたが、1986年に正式にウォルト・ディズニー・カンパニーに社名を変更した。
1928年にはディズニーは短編映画『蒸気船ウィリー』でアニメーション業界のリーダーとしての地位を確立した。この作品は、音声を同期させた初のサウンド・カートゥーンであり、ディズニーのマスコットであり企業のアイコンとなったミッキーマウスを登場させた。
1940年代初頭までに大成功を収めたディズニーは、1950年代には実写映画、テレビ、ディズニーランド（ディズニーランド・リゾート）などテーマパークへと多角化した。しかし、1966年のウォルト・ディズニーの死後、会社の利益、特にアニメーション部門の利益は減少し始めた。1984年、ディズニーの株主総会で、マイケル・アイズナーが会社のトップに選出され、これをきっかけに業績が反転し、1989年から1999年までディズニー・ルネサンスと呼ばれる劇的な成功を収めた。2005年、新CEOのボブ・アイガーのもと、同社は事業拡大と他企業の買収を開始した。2020年、アイガーの退任後、ボブ・チャペックがディズニーのトップに就任した。しかし、チャペックは2022年に退任し、アイガーがCEOに復帰した。
同社は、ウォルト・ディズニー・ピクチャーズ、ウォルト・ディズニー・アニメーション・スタジオやピクサー、ディズニーネイチャー、マーベル・スタジオ、ルーカスフィルム、20世紀スタジオ、20世紀アニメーション、サーチライト・ピクチャーズを含む映画スタジオ部門ウォルト・ディズニー・スタジオ（ディズニー・エンターテインメント）で名を知られている。
ディズニーのその他の主要事業部門には、テレビ、放送、ストリーミング・メディア、テーマパーク・リゾート、ディズニー・コンシュマー・プロダクツ、出版、インターナショナル・オペレーションなどの部門がある。これらの部門を通じて、ディズニーは放送ネットワークのABC、ディズニー・チャンネル、ESPN、フリーフォーム、FX、ナショナル ジオグラフィックなどのケーブルテレビネットワーク、出版、マーチャンダイジング、音楽、劇場部門、Disney+、Star+、ESPN+、Hulu、Hotstarなどの消費者向けディズニー・ストリーミング・サービス、世界各地のテーマパーク、リゾートホテル、ディズニー・クルーズ・ラインを含むディズニー・エクスペリエンスを所有、運営している。
ディズニーは、世界で最も有名な大企業のひとつであり、2022年のフォーチュンによる米国最大手企業ランキングでは、売上高で53位にランクされている。創業以来、同社は135のアカデミー賞を受賞しており、そのうち26はウォルトが受賞している。同社は、史上最高の映画の数々を生み出し、テーマパーク業界に革命を起こしたと言われている。ディズニーは、過去に盗作や人種差別の描写、LGBTに関連する要素を映画に盛り込んだり盛り込まなかったりしたことで、批判を浴びてきた。
1940年から株式を公開している同社は、ティッカーシンボルDISでニューヨーク証券取引所（NYSE）で取引され、1991年からダウ工業株30種平均の構成銘柄となっている。2020年8月現在、株式の3分の2弱を大手金融機関が保有している。2023年10月16日に創業100周年を迎えた。
日本法人はウォルト・ディズニー・ジャパン株式会社。

## 歴史

### 1923年 - 1934年 創立、オズワルド・ザ・ラッキーラビット、 ミッキーマウス、
ウォルト・ディズニーと彼の友人でアニメーターのアブ・アイワークスがミズーリ州カンザスシティに設立した映画スタジオ「ラフォグラム・フィルム」を設立した。、アイワークスとディズニーは、このスタジオでいくつかの短編映画を制作した。1923年に制作された最後の作品は、「アリスの不思議の国」という短編映画で子役のヴァージニア・デイビスがアニメーションのキャラクターと触れ合う交流する様子を描いた。この映画が公開される前にウォルトは破産を申請したが、ウォルトは兄のロイ・O・ディズニーが結核を患っていたため、ハリウッドに移り住むことを決意した。しかし、ディズニーがニューヨークの映画配給会社マーガレット・J・ウィンクラーに連絡し、ウィンクラーがこの映画の配給権を獲得したことで、この映画はヒットした。1923年10月16日、ウォルトとロイは映画を製作するためにディズニー・ブラザース・カートゥーン・スタジオ（Disney Brothers Cartoon Studio）を共同設立した。1926年1月、ハイペリオン通りにディズニースタジオが完成し、ディズニー・ブラザース・カートゥーン・スタジオの名称はウォルト・ディズニー・スタジオ（The Walt Disney Studio）に変更された。
その後4年間に数本のアリス映画を製作した後、ウィンクラーはスタジオの映画を配給する役割を夫のチャールズ・ミンツに譲った。1927年、ミンツは新しい映画シリーズの製作を依頼し、それに応えてディズニーは、オズワルド・ザ・ラッキー・ラビットというキャラクターを主役にした初の全編アニメーション映画シリーズを製作した。このシリーズはウィンクラー・ピクチャーズが製作し、ユニバーサル・ピクチャーズが配給した。ウォルト・ディズニー・スタジオは合計26本のオズワルドの短編を完成させた。
1928年、ウォルトは映画の製作費を増額しようとしたが、ミンツは減額を望んだ。その直後、ウォルトはユニバーサル・ピクチャーズがオズワルドの権利を所有していることを知り、ミンツは減額に応じなければオズワルド抜きで映画を製作すると脅した。ウォルトはこれを断り、ミンツはウォルト・ディズニー・スタジオの主要なアニメーター4人と契約して自分のスタジオを立ち上げた。ウォルトとアイワークスはオズワルドの代わりにネズミのキャラクターを作り、もともとモーティマーマウスと名付けられていたネズミを、ディズニーの妻に促され、ミッキー・マウスと呼ぶようになった。
1928年5月、スタジオは新キャラクターの試写会としてサイレント映画『プレーン・クレイジー』と『ギャロッピン・ガウチョ』を製作した。スタジオは初のトーキー映画、ミッキー・マウス・シリーズ3作目の短編『蒸気船ウィリー』を製作した。この作品は音の同期が取られており、世界初のトーキーアニメーションとして製作された。音響は、リー・デ・フォレストのフォノフィルム・システムを使用したパワーズのシネフォン・システムを使って制作された。パット・パワーズの配給会社は『蒸気船ウィリー』を配給し、すぐに大ヒット作となった。その後、ディズニーは1929年に前2作をトーキー映画として再公開することになった。

ディズニーが2006年まで権利を持っていなかったが、オズワルド・ザ・ラッキー・ラビットはディズニーが初めて手がけたアニメキャラクターの1つである。

ニューヨークのコロニーシアターで『蒸気船ウィリー』が公開された後、ミッキーマウスは絶大な人気を誇るキャラクターとなった。ディズニー・ブラザース・スタジオは、ミッキーや他のキャラクターが登場するアニメをいくつか制作した。1929年8月、ディズニー兄弟がパワーズから利益の分配を受けていないと感じたため、同社はコロンビア・ピクチャーズを配給会社としてシリー・シンフォニー・シリーズの製作を開始した。パワーズはアイワークスとの契約に終止符を打ち、アイワークスは後に自身のスタジオを立ち上げた。カール・W・スタリングはシリーズ開始にあたって重要な役割を果たし、初期の作品の音楽を担当したが、アイワークスの退社後は会社を去った。
9月、劇場支配人のハリー・ウッディンは、観客動員数を増やすため、自分の劇場であるフォックスドームでミッキーマウス・クラブを始める許可を求めた。ウォルトは同意したが、ウッディンが始める前にデビッド・E・ダウがエルシノア劇場でミッキーマウス・クラブを始めた。ウォルトはこれに同意したが、ウッディンがクラブを始める前にデビッド・E・ダウがエルシノア劇場でクラブを始めた。12月21日、エルシノア劇場で開かれたクラブの第1回集会に約1,200人の子供たちが参加した。1930年7月24日、キング・フィーチャーズ・シンジケートの社長ジョセフ・コンリーは、ディズニー・スタジオに「ミッキーマウスの漫画を描いてほしい」と郵便を送った。1930年12月16日、ウォルト・ディズニー・スタジオはウォルト・ディズニー・プロダクション（Walt Disney Productions, Limited）となり、ウォルト・ディズニー・エンタープライゼズ（Walt Disney Enterprises）というマーチャンダイジング部門と、ディズニー・フィルム・レコーディング・カンパニー（Disney Film Recording Company, Limited）とリルド・リアルティ・アンド・インベストメント・カンパニー（Liled Realty and Investment Company）という子会社を設立した。ウォルトと彼の妻が60％（6,000株）、ロイが40％を所有していた。

ミッキー・マウスシリーズ初の音入りの短編アニメーション『蒸気船ウィリー』（1928年）の一場面である。

1930年1月13日に「ニューヨーク・デイリーミラー」紙に掲載されたミッキーマウスの漫画は、1931年にはアメリカ国内の60の新聞と、世界20カ国の新聞に掲載されるようになった。ミッキー・マウスのキャラクターを使ったグッズを発売すれば、会社の収益が上がると考えたニューヨーク在住のある男は、ウォルトに300ドルのライセンス料を提示し、彼が製造していた筆記用具にミッキーマウスを載せることを許可した。。1933年、ウォルトはディズニーの商品化をカンザス・シティの広告会社のオーナー、ケイ・カメンに依頼した。1年以内にケイメンはミッキーマウスのライセンスを40件取得し、2年以内に3,500万ドルの売上を達成した。1934年、ウォルトはミッキー・マウスのマーチャンダイジングで、そのキャラクターの映画よりも多くの利益を得たと語った。
その後、ウォーターベリー・クロック・カンパニーがミッキー・マウス・ウォッチを製作し、これが大人気となり、世界恐慌の最中に同社を倒産から救った。メイシーズでのプロモーションイベントでは、1日で11,000個のミッキー・マウス・ウォッチが売れ、2年以内に250万個が売れた。ミッキー・マウスがいたずら好きなネズミからヒーロー的なキャラクターになるにつれ、ディズニーはギャグを生み出せる別のキャラクターを必要とした。ウォルトは、ラジオ司会者のクラレンス・ナッシュをアニメーション・スタジオに招いた。ウォルトは、スタジオの新キャラクターとなるしゃべるアヒルのキャラクター、ドナルド・ダックをナッシュに演じてもらおうと考えたのだ。ドナルド・ダックは1934年の『かしこいメンドリ』で初登場した。ミッキーマウスほどの人気にはならなかったが、ドナルド・ダックは『ドナルドの磁石騒動』（1936年）で主役を演じ、やがて自分のシリーズを持つようになった。
『シリー・シンフォニー』シリーズについてコロンビア ピクチャーズと意見が対立した後、ウォルトは1932年から1937年までユナイテッド・アーティスツと配給契約を結び、同シリーズを配給することになった。1932年、ディズニーはテクニカラーと独占契約を結び、1935年末までカラーアニメーションを制作し、『シリー・シンフォニー』の短編『花と木』（1932年）からスタートした 。この作品は世界初の全編カラーによるアニメーションで、同年末にはアカデミー賞の短編アニメ賞を受賞した。1933年には、これも人気のあったシリー・シンフォニーの短編『三匹の子ぶた』が公開され、これもアカデミー賞の短編アニメ賞を受賞した。他のシリー・シンフォニーの曲も作曲したフランク・チャーチルが作曲したこの映画の主題歌 「狼なんか怖くない」は、1930年代を通じて人気を博し、ディズニーの曲の中でも最もよく知られた曲のひとつとなった。 1931年から1939年まで、他のシリー・シンフォニー作品が短編アニメ賞を受賞しているが、1938年には別のディズニー作品『牡牛のフェルディナンド』が受賞している。

### 1934年 - 1949年 長編映画、ストライキ、第二次世界大戦

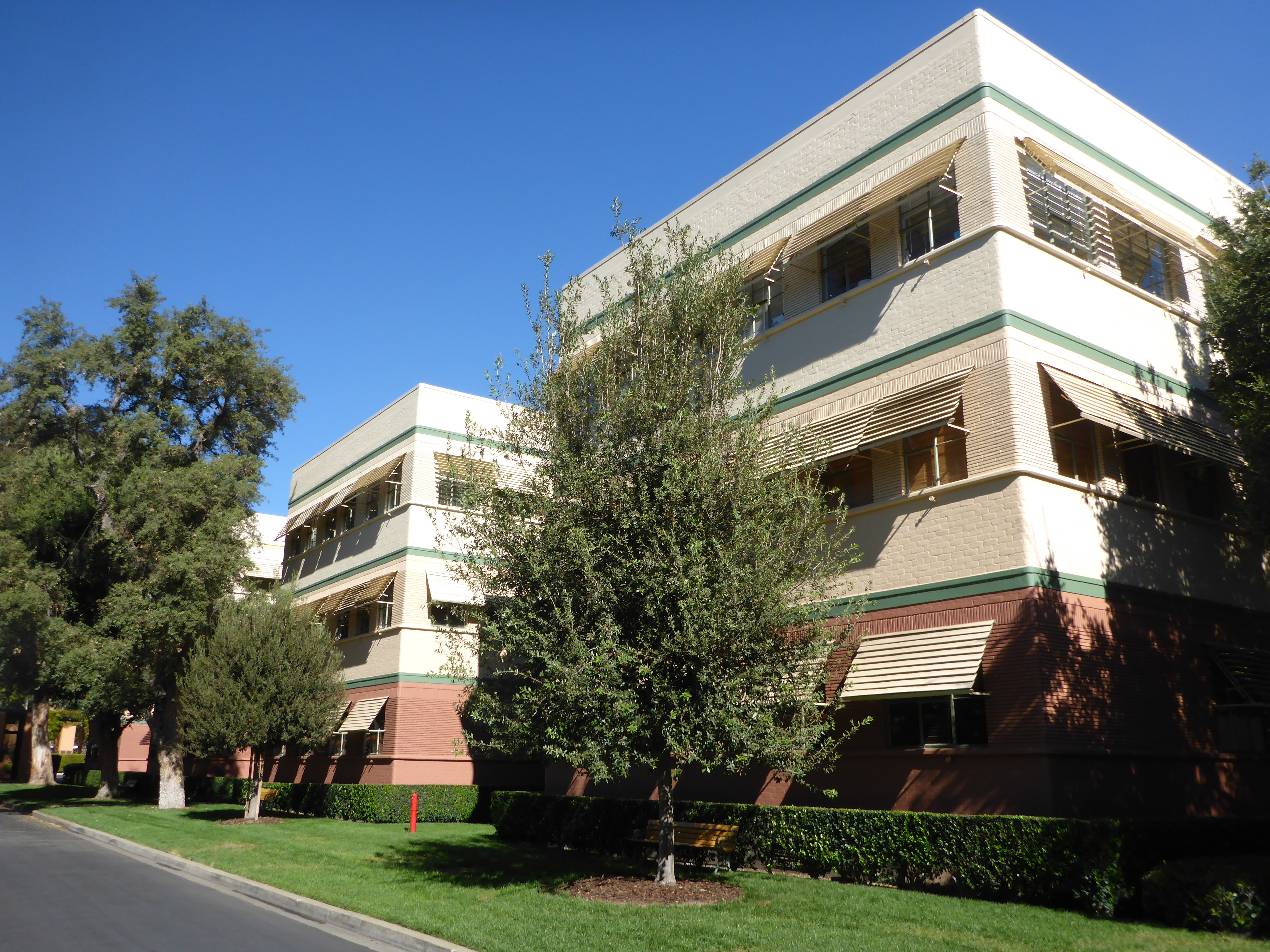
カリフォルニア州バーバンクにあるウォルト・ディズニー・スタジオのオリジナル・アニメーション・ビルは1940年に完成した。

1934年、ウォルトは長編アニメーション映画『白雪姫』（ウォルト・ディズニー・プロダクション初の長編映画）の製作を決定した。ウォルトは、アニメーターたちに物語を説明して聞かせた。ロイはスタジオが倒産すると言ってウォルトの製作を止めようとし、ハリウッドでは「ディズニーの道楽」と呼ばれたが、ウォルトは映画の制作を続けた。彼はこの映画に対してリアルな表現にしようと考え、映画のシーンを実写のように作り上げた。この映画の製作中、同社はマルチプレーン・カメラを開発した。マルチプレーン・カメラとは、背景の奥行きを錯覚させるために、ガラス片の上に異なる距離で絵を配置したものである。ユナイテッド・アーティスツがディズニーの短編映画のために今後のテレビ放送権を獲得しようとした後、ウォルトは1936年3月2日にRKOラジオ・ピクチャーズと配給契約を結んだ。ウォルト・ディズニー・プロダクションは、『白雪姫』は、当初の予算15万ドルを10倍も上回り、最終的に150万ドルの製作費を費やした。
『白雪姫』は製作に3年を費やし、1937年12月12日に完成した。それまでの歴代最高興行収入を記録し、800万ドル（2022年のドル換算で1億6,285万1,852ドルに相当）の興行収入を上げた。再公開を数回繰り返した後、インフレ調整後の全米興行収入は9億9,844万ドルに達した。『白雪姫』の大ヒットを受け、ディズニーはカリフォルニア州バーバンクに51エーカー（20.6ヘクタール）の新スタジオの建設資金を調達し、1940年に完全移転した。同年4月2日、ディズニーは新規株式公開を行い、株式はウォルトとその家族のものとなった。ウォルトは株式公開を望んでいなかったが、会社には資金が必要だった。
『白雪姫』の公開の少し前に、次回作の「ピノキオ」と「バンビ」の制作が始まり、「バンビ」は延期された。『ピノキオ』は歌曲賞と作曲賞を受賞し、アニメーションに新しい風を吹き込んだと言われた。しかし、1940年2月23日に公開された『ピノキオ』は、第二次世界大戦の影響で海外での公開が見送られたため、興行成績は振るわなかった。
次作の『ファンタジア』も興行成績は低迷したが、製作中に音響技術の革新を行い、映画の音声にいち早くサラウンド・サウンド・システムであるファンタサウンドを開発し、この作品はステレオ上映された初めての映画となった。1941年 ウォルト・ディズニー・スタジオは、同社のトップ・アニメーターの一人であったアート・バビットを中心とする800人のアニメーターのうち300人が、労働組合結成と賃上げを求めて5週間のストライキに突入し、大きな挫折を味わうことになる。ウォルトはストライキ参加者を密かに共産主義者だと考え、スタジオの優秀なアニメーターを含む多くのアニメーターを解雇した。ロイ・ディズニーは、従業員の解雇によって制作費を相殺する余裕がなくなったスタジオのために、主要な配給会社にスタジオへの投資とさらなる制作資金の確保を説得しようとしたが、誰も獲得することができずにいた。ロバート・ベンチレーがディズニー・スタジオを見学する4作目「リラクタント・ドラゴン」のプレミアの際、ストライキの抗議者が現れ、この映画は製作費に10万ドルも足りなくなる。

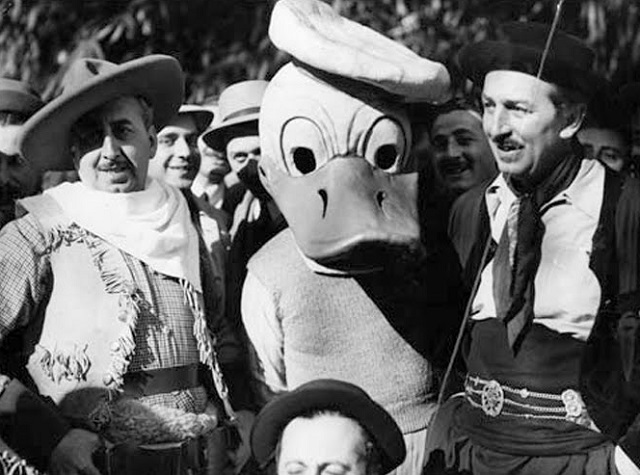
ウォルト（右）がガウチョに扮し、ドナルド・ダックと一緒にアルゼンチンの南米を親善旅行したときの写真である。

ストライキ参加者との交渉が進行している間、ウォルトはアメリカ州問題調整局からの申し出を受け、彼のアニメーターたちと共に南アメリカへの親善旅行をすることになった。12週間の滞在中、アニメーターたちは映画の構想を練り始め、現地の音楽からインスピレーションを得た。ストライキの結果、連邦調停官はスタジオに漫画映画家組合を認め、数人のアニメーターが会社を去り、694人の従業員が残ることになった。ディズニーは経営難から立ち直るため、急遽、低予算でスタジオ5作目のアニメーション映画『ダンボ』を制作した。興行成績は良好で、会社にとって必要な利益を上げた。真珠湾攻撃の後、同社のアニメーターの多くが徴兵された。その後、近くのロッキード航空機工場を守るため、500人のアメリカ陸軍兵士が8ヵ月間スタジオを占拠した。その間、兵士たちは機材を大型のサウンドステージに固定し、倉庫を弾薬庫に改造した。1941年12月8日、アメリカ海軍はウォルトに、戦争への支援を得るためのプロパガンダ映画の制作を依頼した。彼はこれに同意し、海軍と戦争関連の短編映画20本を9万ドルで契約した。同社の従業員のほとんどがこのプロジェクトに取り掛かり、『空軍力の勝利』などの映画を制作し、いくつかの映画には同社のキャラクターも登場させた。
1942年8月、ディズニーの6作目のアニメーション映画として『バンビ』が公開されたが、興行成績は振るわなかった。1943年、南米旅行の後、スタジオは『ラテン・アメリカの旅』と『三人の騎士』を製作した。この2作品はいくつかの短編アニメーションをまとめて1本の長編映画とした「オムニバス映画」である。両作品とも公開時の興行成績は散々だった。ディズニーは、『メイク・マイン・ミュージック』（1946年）、『ファン・アンド・ファンシー・フリー』（1947年）、『メロディ・タイム』（1948年）、『イカボードとトード氏』（1949年）などのオムニバス映画を製作し、赤字からの回復を図った。同スタジオは、ディズニーで最も物議を醸した『南部の唄』からは、低予算のアニメーションと融合した実写映画の製作を開始した。資金が不足していたため、1944年には、長編映画の再公開を計画し、必要な利益を生み出した。1948年、ウォルト・ディズニー・スタジオは自然ドキュメンタリーシリーズ『自然と冒険記録映画』を開始し、1960年まで続き、アカデミー賞8部門を受賞した。1949年、長編アニメーション映画『シンデレラ』（1950年）の製作中、『シンデレラ』の音楽が大ヒットすることを期待して、マーチャンダイジングの収益に役立てるためにウォルト・ディズニー・ミュージック・カンパニーが設立された。

### 1950年 - 1966年 実写映画、テレビ、ディズニーランド、ウォルト・ディズニーの死去
1950年、ディズニーにとって8年ぶりとなるアニメーション映画『シンデレラ』が公開され、スタジオの復権とみなされた。製作費は220万ドルで、『白雪姫』以来最も大ヒットを記録し、公開した年は800万ドルを稼いだ。ウォルトは列車に気を取られ、ディズニー初の全編実写映画『宝島』（1950年）を製作するためにイギリスを訪れたため、これまで製作した映画には関与していなかった 。
『宝島』がヒットしたため、ウォルトはイギリスに戻り、『ロビン・フッド』を製作した。1950年にはテレビ業界が成長し始め、ディズニーの次のアニメーション映画『ふしぎの国のアリス』（1951年）の宣伝を兼ねて、コカ・コーラがスポンサーとなった同社初のテレビ作品『ワン・アワー・イン・ワンダーランド』が12月25日にNBCで放映された。ウォルトがイギリスに滞在中に『ふしぎの国のアリス』が公開されたが、製作予算を100万ドル下回り、興行成績は振るわなかった。帰国後、ウォルトはスタジオ近くの8エーカー（3.2ヘクタール）の敷地に「ミッキーマウス・パーク」と呼ばれるテーマパークの建設を計画し始め、そのアトラクションには蒸気船も含まれる予定だったが、事業計画を中断し、3本目のイギリス映画『剣と薔薇』の製作が始まった。ウォルトはこの映画の製作を指揮し、「ウォルト・ディズニー・ブリティッシュ・フィルム・リミテッド」という新しい子会社が資金を提供した。

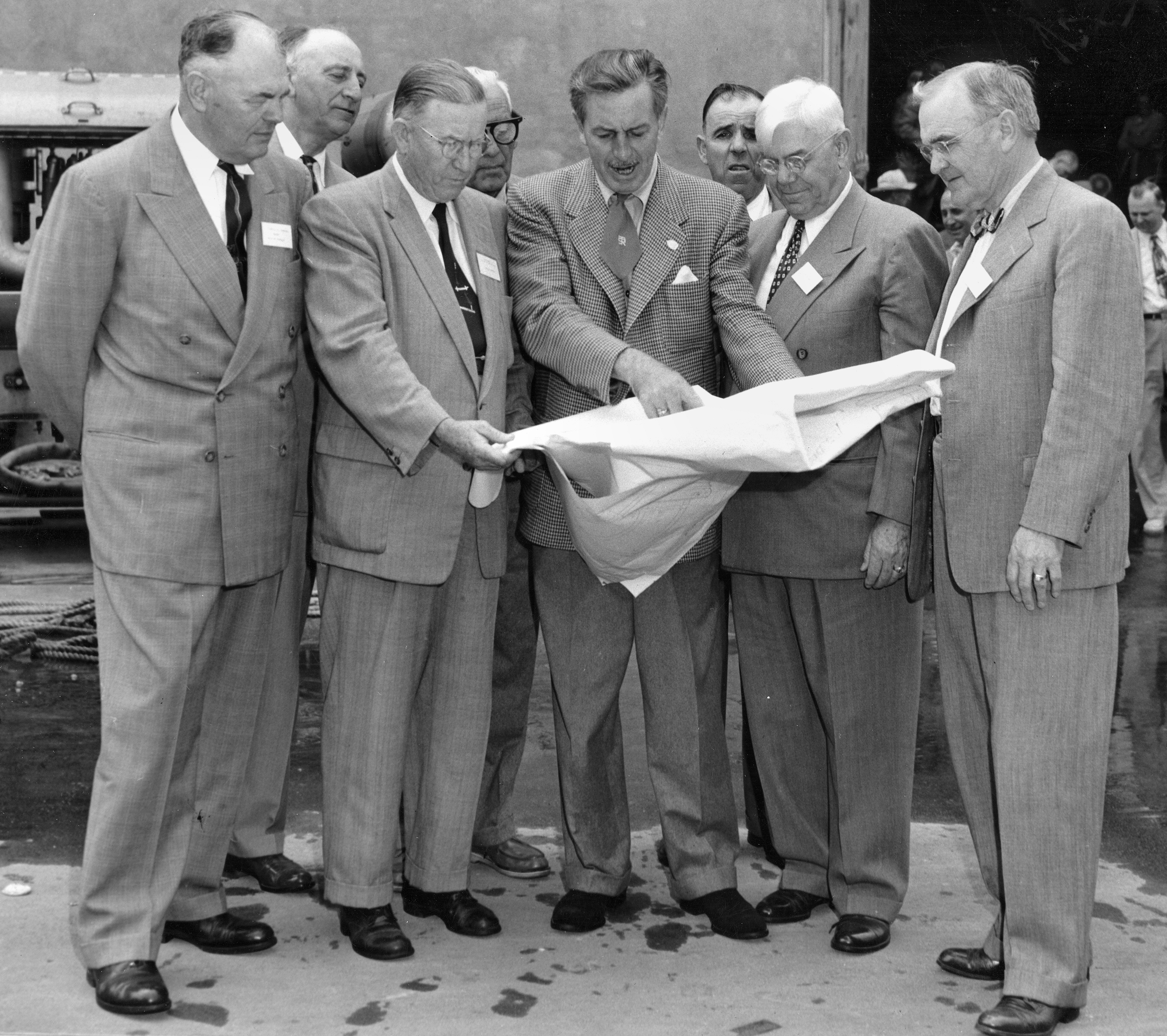
ディズニーランドの設計図を見ているウォルト・ディズニー（1954年）。

ウォルトは、娘たちとグリフィス・パークを訪れた際にテーマパークを思いついたという。そこで娘たちがメリーゴーランドに乗っているのを見て、「親子が一緒に楽しめるような何らかの遊園地ができるはずだ」と思ったという。
ウォルトは、計画中のテーマパークの名前をディズニーランディア、そしてディズニーランドに改名した。
ロイはこのテーマパークに疑問を抱いていたため、ウォルトは1952年12月16日にウォルト・ディズニー・エンタープライズという新会社を設立し、資金調達を行った。その直後、社名はウォルト・ディズニー・インコーポレイテッドに変更され、1953年11月には再びWEDエンタープライズ（現在のウォルト・ディズニー・イマジニアリング）に変更され、彼は計画に携わるデザイナーたちを雇い、これに携わった人々は「イマジニア」と呼ばれるようになった。ウォルトと彼の友人たちは、アメリカやヨーロッパのテーマパークを視察し、パーク建設のアイデアを得た。スタジオの近くのバーバンクにパークを建設する計画は、8エーカー（3.2ヘクタール）では土地が足りないと気づいたときにすぐに変更された。ウォルトはロサンゼルスの南東、オレンジ郡に隣接するアナハイムに160エーカー（65ヘクタール）のオレンジ畑を1エーカーあたり6,200ドルで取得し、パークを建設した。ウォルトは、1955年までに完成させ、ストーリー性のあるアトラクションやエリアを備え、衛生面でも万全にすることを望んでいた。開園までに1,700万ドルの建設費がかかった。
1953年2月、ディズニーの次のアニメーション映画『ピーター・パン』は興行成績は上々だったが、ウォルトはコストを上げずにアニメーションの水準を向上させたいと考えていた。ディズニーが『自然と冒険の記録映画』のために、長編『砂漠は生きている』と短編で2本立てで公開しようとしたとき、RKOの弁護士は、この映画を上映すれば1948年の独占禁止法に関する最高裁判所の判決を破ることになると考えた。ロイはRKOがなくても会社は発展すると考え、ディズニーはスタジオがあった通りにちなんで独自の配給会社ブエナ・ビスタ・ディストリビューションという配給会社を設立した。1954年、『海底二万哩』が公開された。これはディズニー初のシネマスコープの実写映画である。1950年代前半から半ばにかけて、ウォルトはアニメーション部門にあまり目を向けなくなり、主要なアニメーターであるナイン・オールド・メンにほとんどの現場を任せるようになった。その代わり、彼はテレビ、ディズニーランド、その他の会社の事業に集中するようになった。
ディズニーランドの建設資金を調達するため、ウォルトはカリフォルニア州パームスプリングスのスモークツリー牧場にあった自宅を売却し、会社はテレビシリーズでディズニーランドを宣伝した。NBCやCBSとの契約交渉が不調に終わった後、1954年、ABC（American Broadcasting Company）はディズニーと契約を結び、10月から毎週1時間のシリーズ「ディズニーランド」を放送することになった。ディズニーランドは、アニメ、実写、その他スタジオのライブラリーから構成されたアンソロジーシリーズで、テーマパークの4つのエリアを描いたものだった 。このシリーズは高視聴率を収め、同時間帯の 視聴率50％以上を獲得し、視聴者の増加と批評家からの賞賛を得た。8月、ウォルトはテーマパークの資金調達のためにディズニーランド・インクを設立し、ウォルト・ディズニー・プロダクション、ウォルト、20年以上にわたってディズニーの本を出版してきたウェスタン・パブリッシング、ABCの3社がこの会社の株式を保有することになった。
10月、ディズニーランドのヒットにより、ABCはディズニーに子供向けバラエティ番組『ミッキーマウス・クラブ』の制作を依頼した。番組には、毎日のディズニー・アニメ、子供向けニュース番組、タレント・ショーが含まれていた。この番組は、司会者と、それぞれ「マウスケティアーズ」呼ばれる才能ある子供たち、「Mooseketeers」呼ばれる大人たちによって進行された。シーズン1以降は、毎日1,000万人以上の子供と500万人以上の大人がこの番組を視聴し、出演者がつけたミッキーマウスの耳は200万個売れた。1954年12月15日、ディズニーランドは、フェス・パーカーがタイトルキャラクターを演じる全５話のミニドラマシリーズ『デイビー・クロケット』のエピソードを放映した。脚本家のニール・ガブラーによると、「この番組は全米中で爆発的な人気となり、クロケット帽が1,000万個も売れた」と語っている。番組のテーマ曲「デイビー・クロケットの唄」はアメリカのポップカルチャーの一部となり、1000万枚のレコードを売り上げた。ロサンゼルス・タイムズはこれを「世界がかつて見たことのない最大の商品化ブーム」と呼んだ。1955年6月、ディズニー15作目のアニメーション映画『わんわん物語』が公開され、『白雪姫』以来の興行成績を記録した。
ディズニーランドは1955年7月17日日曜日にオープンした。メインストリートといくつかの "ランド "の乗り物だけが完成しており、全部で20のアトラクションがあった。入園料は1ドルで、乗り物も個別に料金を支払わなければならなかった。1万1,000人の入場者を想定していたが、偽造チケットの販売により約2万8,000人が来場した。オープニングの模様はABCで生中継され、ウォルトの友人だった俳優のアート・リンクレター、ボブ・カミングス、ロナルド・レーガンが司会を務めた。視聴者数は9000万人を超え、これまでの生放送で最も視聴された番組となった。初日から大惨事となり、従業員からは "ブラック・サンデー "と呼ばれた。レストランでは食べ物がなくなり、マーク・トウェイン・リバーボートは沈み始め、いくつかの乗り物は故障し、38℃の暑さの中で飲み物の噴水は機能しなかった。開園して最初の1週間で、ディズニーランドには161,657人が訪れ、最初の1ヶ月には毎日20,000人以上の来園者があった。1年目には360万人、2年目には400万人が訪れ、グランド・キャニオンやイエローストーン国立公園を上回る人気となった。その年の総収入は、前年の1,100万ドルに対し、2,450万ドルだった。
1959年には同社は海外へのテーマパーク進出のため日本の手賀沼に手賀沼ディズニーランドを構想した。

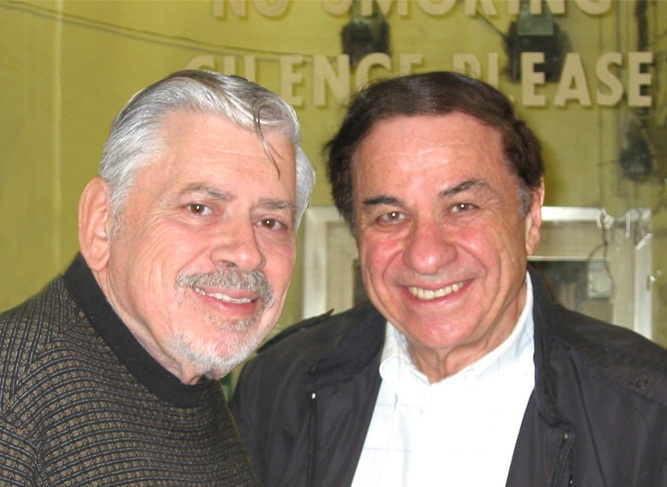
シャーマン兄弟は、1960年代を通じてディズニーの楽曲の多くを作曲した。2002年に撮影された写真である。

ウォルトは映画よりもテーマパークに力を入れていたが、1950年代から1960年代にかけて、年間平均5本の映画を製作した。長編アニメーション映画には、『眠れる森の美女』（1959年）、『101匹わんちゃん』（1961年）、『王様の剣』（1963年）などがあった。『眠れる森の美女』は会社にとって赤字であり、600万ドルというそれまでの映画の中で最も高い製作費がかかった。『101匹わんちゃん』は、ゼログラフィープロセスを使って作画をアニメーション用セルに転写するアニメーション技術を導入した。1956年、ロバートとリチャードのシャーマン兄弟は、テレビシリーズ『怪傑ゾロ』のテーマ曲制作を依頼された。その後、同社は二人を専属の作曲家として雇い、この契約は10年間続いた。彼らはディズニーの映画やテーマパークのために多くの曲を書き、そのうちのいくつかはヒットした。1950年代後半、ディズニーは実写映画『ボクはむく犬』（1959年）でコメディの分野に進出し、この映画はディズニーにとってアメリカとカナダで900万ドルを超える最高の興行収入となり、フレッド・マクマレイ出演の「フラバー うっかり博士の大発明」（1961年）では、ディズニーにとって最高の興行収入となった。
ディズニーはまた、『ポリアンナ』（1960年）や『スイスファミリーロビンソン』（1960年）など、児童書を原作とした実写映画もいくつか制作している。子役のヘイリー・ミルズは『ポリアンナ』に主演し、アカデミー子役賞 を受賞した。ミルズが出演したディズニー映画は他にも5本あり、その中には『罠にかかったパパとママ』（1961年）の双子役も含まれる。
もう一人の子役ケヴィン・コーコランは、ディズニーの多くの実写映画で活躍し、最初は『ミッキーマウス・クラブ』のシリーズに出演し、そこでムーチーという少年を演じた。
彼は『ポリアンナ』でミルズと共演し、『黄色い老犬』（1957年）、『サーカス小僧』（1960年）、『スイスファミリーロビンソン』などの長編映画に出演した。1964年には、実写とアニメーションのミュージカル映画『メリー・ポピンズ』が公開され、その年の公開された映画の中で興行収入第1位となった。アカデミー賞では、ポピンズ役のジュリー・アンドリュースが主演女優賞、シャーマン兄弟が歌曲賞を受賞し、「チム・チム・チェリー」で作曲賞も受賞した。
1960年代を通じて、『ガーディアン』紙が「1960年代のウォルト・ディズニー・プロダクションを最も代表する人物」と呼んだディーン・ジョーンズは、『シャム猫FBI/ニャンタッチャブル』（1965年）、『猛犬ご注意』（1966年）、『ラブ・バッグ』（1968年）など、10本のディズニー映画に主演した。ディズニーの1960年代における最後の子役は、同社と10年契約を結んだカート・ラッセルだった。彼は『テニス靴をはいたコンピューター』（1969年）、ディーン・ジョーンズと共演した『赤いリボンに乾杯!』（1968年）、『ハダシの重役』（1971年）、『世界最強の男』（1975年）などの映画に出演した。

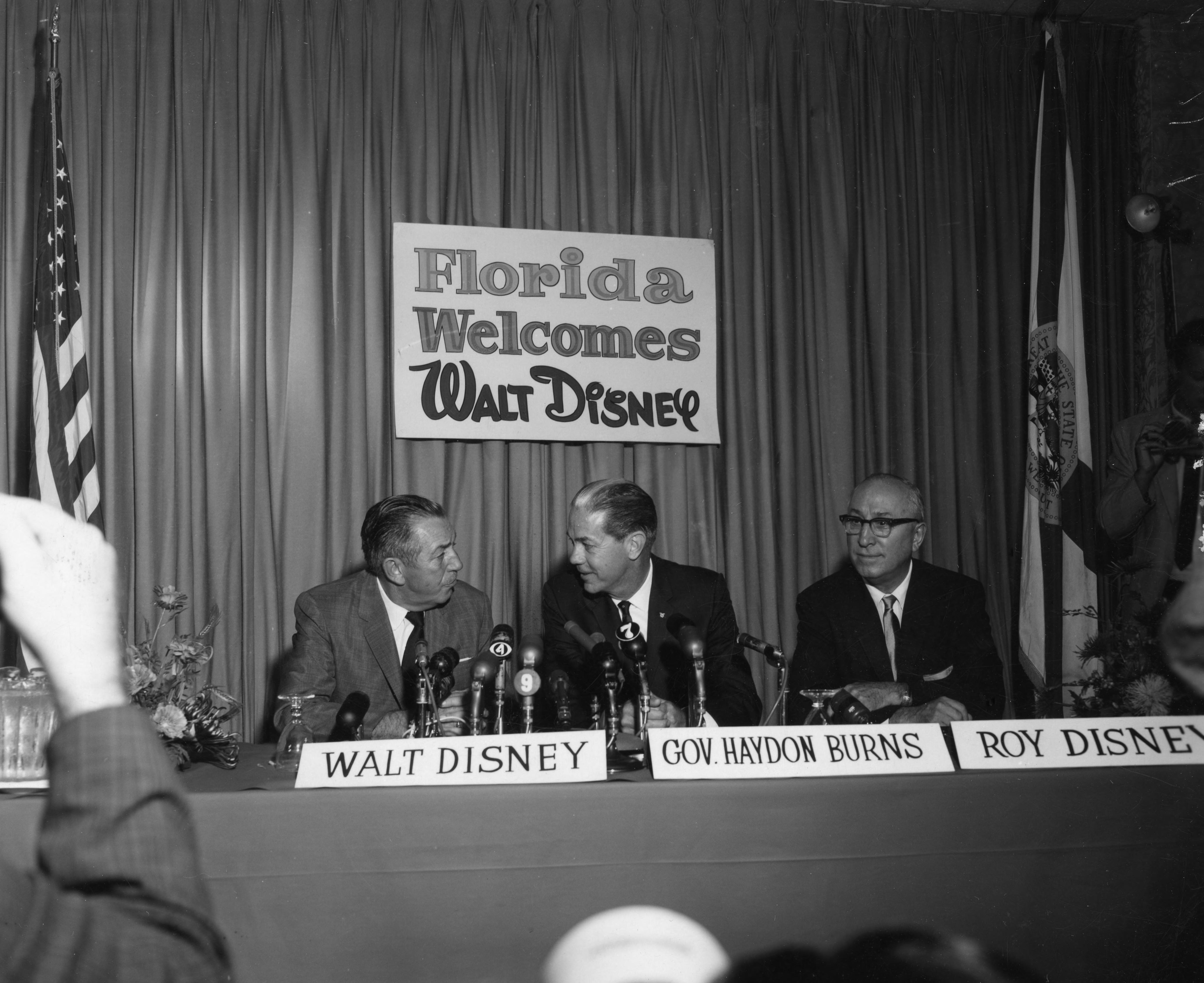
ウォルト、フロリダ州知事のW・ヘイドン・バーンズとロイがディズニー・ワールドの計画を発表

1959年末、ウォルトはフロリダ州パームビーチに、テクノロジーの進歩にあふれた「シティ・オブ・トゥモロー」と呼ばれる別のテーマパークを建設することを思いついた。1964年、会社はパークを建設するためにフロリダ州オーランドの南西の土地を選び、すぐに27,000エーカー（10,927ヘクタール）の土地を取得した。1965年11月15日、ウォルトはロイとフロリダ州知事のヘイドン・バーンズとともに、マジック・キングダム（ディズニーランドをさらに拡張したもの）とシティ・オブ・トゥモロー（パークの中心に位置する都市）を含む、ディズニー・ワールドと呼ばれるテーマパークの計画を発表した。1967年までに、ディズニーランドは何度か拡張され、1966年と1967年には2,000万ドルをかけてアトラクションが追加された。新しいアトラクションには、オーディオアニマトロニクスを使用した最初のアトラクションであるウォルト・ディズニーの魅惑のチキルーム、1964年のニューヨーク万国博覧会でデビューし、1967年にディズニーランドに移転したウォルト・ディズニーのカルーセル・オブ・プログレス、開園1ヵ月後にオープンした空飛ぶダンボなどがあった。
1964年11月20日、ウォルトはWEDエンタープライズの大部分を375万ドルでウォルト・ディズニー・プロダクションに売却した。ウォルトが自分の会社を持つことは訴訟問題を引き起こすと考えたロイに説得されたためである。ウォルトは、ディズニーランド鉄道とディズニーランド・モノレールを中心とした人材ビジネスを扱うために、レトローという新会社を設立した。同社がプロジェクトのスポンサーを探し始めると、ウォルトは「シティー・オブ・トゥモロー・エクスペリメンタル・プロトタイプ・コミュニティー・オブ・トゥモロー（EPCOT）」と改名した。テーマパークのデザインと建築のグループは、ディズニー・スタジオの運営に欠かせない存在となり、1965年2月5日にスタジオがWEDエンタープライズの名前とともに買収した。第一次世界大戦以来愛煙家だったウォルトは健康状態が悪化し、1966年11月2日、検査のためにセント・ジョセフ病院を訪れた。医師は彼の左肺にクルミほどのサイズのシミを発見し、数日後、その肺ががんであることを突き止め、摘出した。ウォルトは2週間後に退院。1966年12月15日、肺がんによる循環虚脱のため65歳で死去した。

### 1967年 - 1984年 ロイ・O・ディズニーのリーダーシップと死、ウォルト・ディズニー・ワールド、アニメーション部門の低迷、タッチストーン・ピクチャーズ
1967年、ウォルトが手掛けた最後の2作品が公開され、アニメーション映画『ジャングル・ブック』と実写ミュージカル映画『最高にしあわせ』は、ディズニーがこの年以降20年間で最もヒットさせた作品となった。ウォルトの死後、ディズニーはアニメーション事業をほとんど中断したが、いくつかの実写映画を製作した。アニメーションスタッフは500人から125人に減少し、1970年から1977年まで21人しか採用しなかった。
ディズニーのウォルト亡き後初のアニメーション映画『おしゃれキャット』は1970年に公開され、『シカゴ・トリビューン』のデイブ・ケアーによれば、「彼（ウォルト）の手が加わっていないことは明らか」と述べた。翌年には、反ファシズムのミュージカル映画『ベッドかざりとほうき』が公開され、アカデミー賞視覚効果賞を受賞した。ウォルトが亡くなったとき、ロイは引退の準備はできていたが、ウォルトの遺産を活かしたいと考え、初代CEO兼会長に就任した。1967年5月、ロイはフロリダ州議会で法案を可決させ、ディズニー・ワールドにリーディ・クリーク・インプルーブメント・ディストリクト（Reed Creek Improvement District）と呼ばれる地域に独自の準政府機関を設立させた。ロイはまた、ディズニー・ワールドの名称をウォルト・ディズニー・ワールドに変更し、人々にウォルトの夢であったことを思い出させた。時が経つにつれ、EPCOTは「シティ・オブ・トゥモロー」ではなく、別のテーマパークとして発展していった。
ウォルト・ディズニー・ワールドの最初のテーマパークであるマジック・キングダムとディズニー・コンテンポラリー・リゾート、ディズニー・ポリネシアン・リゾートは、18ヶ月の建設期間と約4億ドルの建設費を経て、1971年10月1日に10,400人の来場者を迎えてオープンした。1,000人以上のバンドメンバー、4,000人のディズニー・エンターテイナー、そしてアメリカ軍の軍楽隊を迎えたパレードがメイン・ストリートを行進した。パークの象徴はシンデレラ城だった。3ヵ月後の感謝祭の日、マジック・キングダムに向かう車は州間道路で渋滞を引き起こした。
1971年12月21日、ロイは脳出血のためセント・ジョセフ病院で死去した。ロイの死後、ディズニーの側近で元社長のドン・テータムが、ディズニー・ファミリー以外で初めてCEO兼会長に就任した。1938年からディズニーに勤めていたカード・ウォーカーが社長に就任した。1973年6月30日までに、ディズニーの従業員数は23,000人を超え、9ヶ月間の総収入は257,751,000ドルであった（前年は220,026,000ドル）。11月、ディズニーはアニメーション映画『ロビン・フッド』（1973年）を公開し、1,800万ドルというディズニーで最も海外からの興行収入が多い映画となった。1970年代を通じて、ディズニーは『テニス靴をはいたコンピューター』の続編『そら見えたぞ！ 見えないぞ！』、『ラブ・バッグ』の続編『続ラブ・バッグ』（1974年）、『ラブ・バッグ/モンテカルロ大爆走』（1977年）、『星の国から来た仲間』（1975年）、『フリーキー・フライデー』（1976年）などの実写映画を公開した。1976年、カード・ウォーカーがCEOに就任し、テイタムは1980年まで会長に留まり、ウォーカーが後任となった。1977年、ロイ・O・ディズニーの息子であり、同社で働く唯一のディズニーであったロイ・E・ディズニーは、会社の決定との不一致を理由に幹部の職を辞した。
1977年、ディズニーはアニメーション映画『ビアンカの大冒険』を公開し、興行収入4,800万ドルをあげ、ヒットした。1977年に公開された実写とアニメーションのミュージカル映画『ピートとドラゴン』は、アメリカとカナダで1,600万ドルの興行収入をあげたが、ディズニーにとっては期待外れとみなされた。1979年には、ディズニー初のPG指定作品であり、それまでで最も製作費のかかった2600万ドルの『ブラックホール』が公開され、ディズニーが特殊効果を使えることを示した。興行収入は3,500万ドルで、『スター・ウォーズ』（1977年）のようなヒット作になると考えていた同社にとっては期待外れだった。『ブラックホール』は、同時代の他のSF映画に対抗するものだった。
9月には、部門の15パーセントを超える12人のアニメーターがスタジオを辞職した。ドン・ブルース率いる彼らは、育成プログラムやスタジオの雰囲気との対立を理由に退社し、自分たちの会社ドン・ブルース・プロダクションを立ち上げた。1981年、ディズニーは『ダンボ』をビデオで発売し、翌年には『ふしぎの国のアリス』をビデオで発売した。7月24日、ディズニーがフェルド・エンターテインメントにキャラクターライセンスを獲得した後、ディズニーのチャーターによる2年間のアイスショーツアー『ウォルト・ディズニー・ワールド・オン・アイス』がブレンダン・バーン・メドウランズ・アリーナで初演された。同月、ディズニーのアニメーション映画『きつねと猟犬』が公開され、3,990万ドルを売り上げ、それまでのアニメーション映画で最高の興行収入を記録した。この作品は、ウォルトが関わっていないディズニー初の作品であり、若手アニメーターに交代したディズニーのナイン・オールド・メンが手がけた最後の作品となった。
1982年10月1日、エプコット（当時はEPCOTセンター）がウォルト・ディズニー・ワールドで2番目のテーマパークとしてオープンし、開園時には約1万人が来場した。建設費は9億ドルを超え、フューチャー・ワールド・パビリオンとメキシコ、中国、ドイツ、イタリア、アメリカ、日本、フランス、イギリス、カナダを代表するワールド・ショーケースで構成され、1984年にモロッコ、1988年にノルウェーが追加された。1982年には、ウォルト・ディズニー・ワールドの入場者数は1,200万人だったが、翌年6月には5％減少した。1982年7月9日、ディズニーはコンピューター・ジェネレーテッド・イメージ（CGI）を駆使した最初の映画のひとつである『トロン』を公開した。『トロン』は、評価が分かれたものの、他のCG映画に大きな影響を与えた。1982年、同社は合計で2700万ドルの損失を出した。
1983年4月15日、ディズニー初の海外パーク、東京ディズニーランドが浦安市にオープンした。ディズニーとオリエンタルランドが共同でパークを建設することに合意し、1979年4月30日に建設が開始された。最初の10年間で、来園者は1億4千万人を超えた。1億ドルを投資したディズニーは、4月18日、ディズニー・チャンネルと呼ばれるケーブルテレビの有料チャンネルを開始し、1日16時間、ディズニー映画、12番組、大人向けの情報番組2本を放映した。好調が期待されたが、初年度の加入者数は約91万6,000人で、4,830万ドルの赤字となった。
1983年、ウォルトの娘婿で1978年から社長を務めていたロン・W・ミラーがCEOに就任し、レイモンド・ワトソンが会長に就任した。ミラーは、スタジオが大人向けのコンテンツをもっと制作することを望み、その結果、ディズニーは1984年に大人と若者向けの映画を制作するためのブランド、タッチストーン・ピクチャーズを設立した。『スプラッシュ』（1984年）は、このブランドで公開された最初の作品で、上映初週に610万ドル以上の興行収入を上げ、スタジオにとって待ち望んでいたヒット作となった。その後、ディズニー初のR指定映画『ビバリーヒルズ・バム』（1986年）が公開され、興行収入6,200万ドルを記録するヒットとなった。翌年、ディズニー初のPG-13指定映画『ベビーシッター・アドベンチャー』が公開された。1984年、ソール・スタインバーグ (ビジネスマン)が株式の11.1％を保有するディズニーを買収しようとした。彼は会社の49％を13億ドルで、あるいは会社全体を27億5,000万ドルで 買収することを提案した。1,000万ドルに満たないディズニーはスタインバーグの申し出を拒否し、3億2,550万ドルで全株式を買い取ると申し出た。スタインバーグはこれに同意し、ディズニーは13億ドルのローンを組んでその全額を支払い、同社は8億6600万ドルの負債を抱えることになった。

### 1984年 - 2005年 マイケル・アイズナーのリーダーシップ、ディズニー・ルネサンス、合併、買収

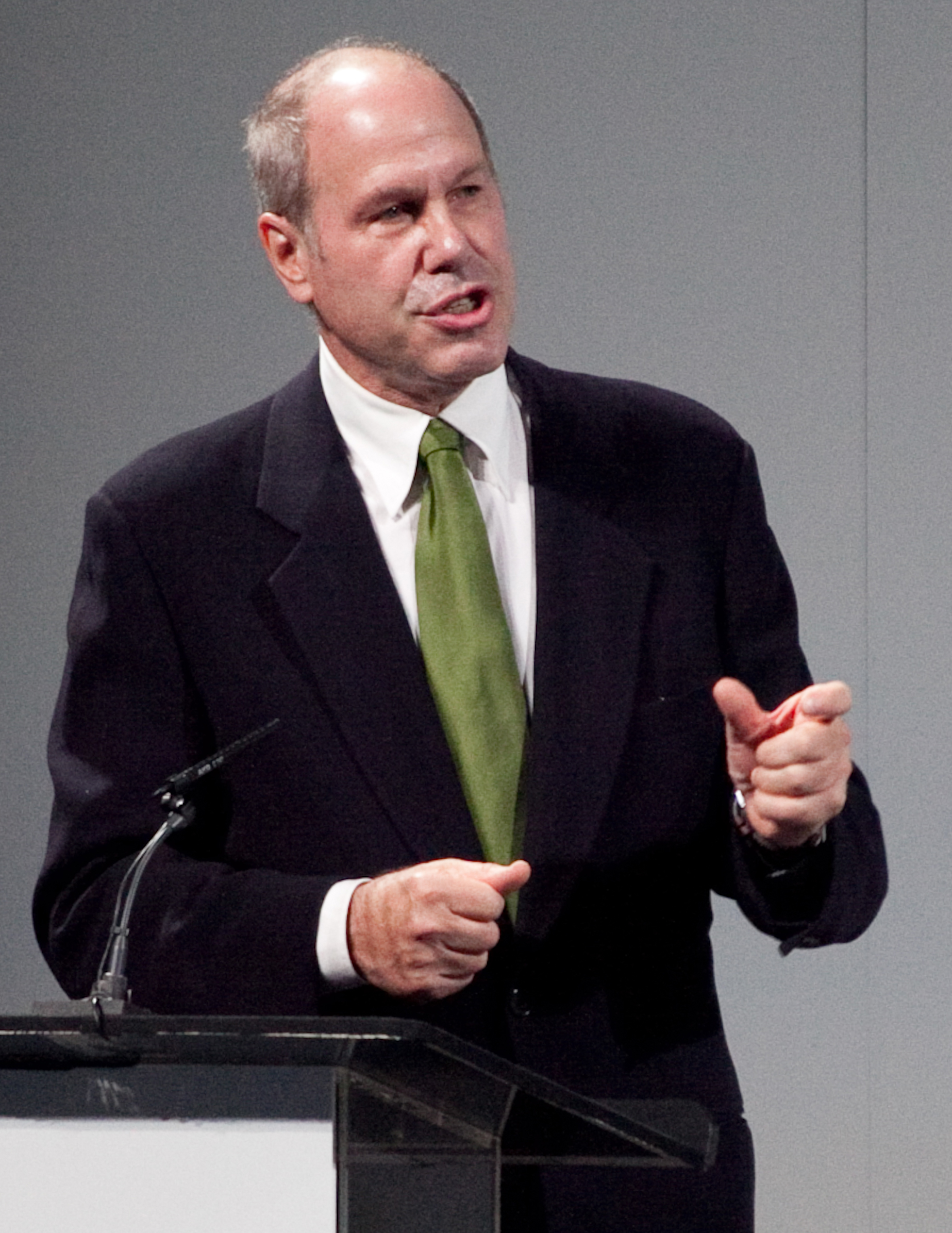
ロン・ミラーに代わってマイケル・アイズナーがCEOに就任した。

1984年、同社の株主であるロイ・E・ディズニー、シド・バス、リリアン・ディズニー、ダイアン・ディズニー、アーウィン・L・ジェイコブスの4人は、合わせて約35.5％の株式を所有していたが、CEOのミラーを追い出し、パラマウント・ピクチャーズの元社長であるマイケル・アイズナーに交代させ、さらにフランク・ウェルズを社長に任命した。アイズナーがディズニーで最初に行ったことは、当時はまだ考えられていなかった大手映画スタジオにすることだった。アイズナーはジェフリー・カッツェンバーグを会長に、ロイ・E・ディズニーをアニメーション部門の責任者に任命した。アイズナーは、これまでの4年ごとではなく、1年半ごとにアニメーション映画を製作することを望んだ。映画製作部門を支援するため、ディズニーはグッズ用の新しいディズニー・キャラクターを生み出すために土曜の朝のアニメーション製作を開始し、タッチストーンを通じて数本の映画を製作した。アイズナーの下、ディズニーはテレビとの関わりを強め、タッチストーン・テレビジョンを設立し、テレビ・シチュエーション・コメディ『ゴールデン・ガールズ』を制作してヒットさせた。また、テーマパークの宣伝に1,500万ドルを費やし、来場者数を10％増加させた。1984年、ディズニーは『コルドロン』を製作した。この作品は当時最も高額な4,000万ドルのアニメーション映画であり、CGを使った初のアニメーション映画であり、大人向けのテーマを扱った初のPG指定アニメーション映画でもあった。この映画は公開されたがヒットせず、同社はアニメーション部門をバーバンクのスタジオからカリフォルニア州グレンデールの倉庫に移すことになった。1985年に映画の資金調達のために組織されたシルバー・スクリーン・パートナーズIIは、ディズニーのために1億9300万ドルを融資した。1987年1月、シルバー・スクリーン・パートナーズIIIは、E.F.ハットンによって調達された3億ドルで、ディズニーのために映画への融資を開始した。シルバー・スクリーンIVもまた、ディズニーのスタジオに融資するために設立された。
1986年、ディズニーは社名をウォルト・ディズニー・プロダクション（Walt Disney Productions）からウォルト・ディズニー・カンパニーに改名した。ディズニーのアニメーション部門が低迷する中、アニメーション部門は次回作『オリビアちゃんの大冒険』をヒットさせる必要があった。この映画は興行収入2,500万ドルを記録し、会社にとって待望の収入源となった。グッズ販売でより多くの収入を得るため、同社は1987年にグレンデールに初の店舗ディズニーストアをオープンした。その成功により、同社はカリフォルニアにさらに2店舗をオープンし、1990年までに全米に215店舗を展開するまでになった。1989年には4億1,100万ドルの収益を上げ、1億8,700万ドルの利益を上げた。1987年、同社はフランス政府とユーロ・ディズニーランドという名のリゾートをパリに建設する契約を結び、ディズニーランド・パークとウォルト・ディズニー・スタジオ・パークという2つのテーマパーク、ゴルフコース、6つのホテルで構成されることになった。

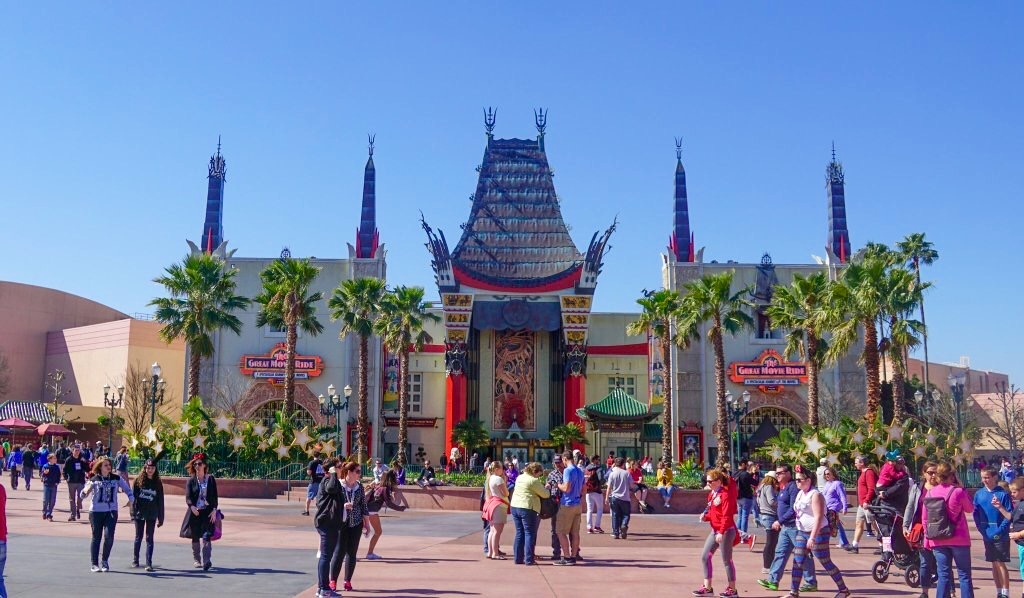
ハリウッド・スタジオの象徴でもあるチャイニーズ・シアター

1988年、ディズニーの27作目のアニメーション映画『オリバー ニューヨーク子猫ものがたり』は、元ディズニーのアニメーター、ドン・ブルースの『リトルフットの大冒険/謎の恐竜大陸』と同日に公開された。『オリバー ニューヨーク子猫ものがたり』は『リトルフットの大冒険/謎の恐竜大陸』を超え、公開初日に1億ドルを超える興行収入をあげた初のアニメーション映画となり、初動興行収入ではアニメーション映画として最高記録を樹立した。ディズニーは、『ロジャー・ラビット』（1988年）、『スリーメン&ベビー』（1987年）、『グッドモーニング, ベトナム』（1987年）などの作品で、興行収入で初めてハリウッドを代表するスタジオとなった。同社の総収入は1983年の1億6,500万ドルから1987年には8億7,600万ドルに、営業利益は1983年のマイナス3,300万ドルから1987年にはプラス1億3,000万ドルになった。同スタジオの純利益は、収益の26％増とともに66％増加した。情報誌「ロサンゼルス・タイムズ」は、ディズニーの回復を「企業の世界では本当に珍しいこと」と呼んだ。1989年5月1日、ディズニーはウォルト・ディズニー・ワールドで3つ目となるテーマパーク、ディズニーMGMスタジオをオープンし、後にハリウッド・スタジオとなった。このテーマパークでは、2008年まで映画製作の過程を見学できるようになっていたが、その後、自分が映画の中にいるような体験ができるように変更された。ディズニーMGMスタジオのオープンに続き、ディズニーは1989年6月1日にウォーターパーク、タイフーン・ラグーンをオープンした。また1989年、ディズニーはジム・ヘンソンカンパニーを創業者のジム・ヘンソンから買収する基本合意書に調印した。この契約には、ヘンソンの番組ライブラリーとマペットのキャラクター（『セサミストリート』のために制作されたマペットを除く）、そしてヘンソン自身のクリエイティブサービスが含まれていた。しかし、ヘンソンは取引完了前の1990年5月に急死したため、12月に両社の合併交渉は打ち切られた。
1989年11月17日、ディズニーは『リトル・マーメイド』を公開した。この作品は、ディズニー・ルネサンス（同社が大ヒットし、高い評価を得たアニメーション映画を公開した時期）の始まりと考えられている。また、アカデミー賞では作曲賞と「アンダー・ザ・シー」のオリジナル歌曲賞の2部門を受賞した。ディズニー・ルネサンスでは、作曲家のアラン・メンケンと作詞家のハワード・アッシュマンが、アッシュマンが1991年に亡くなるまで、いくつかのディズニー・ソングを書いた。彼らは共に6曲を書き、アカデミー賞にノミネートされ、2曲（『アンダー・ザ・シー』と『美女と野獣』）が受賞した。映画のサウンドトラックを含むメジャー向けの音楽を制作するため、ディズニーは1990年1月1日にレコーディング・ブランド、ハリウッド・レコードを設立した。1990年9月、ディズニーはディズニーのために製作されたインタースコープ映画のために、野村證券の投資部門から最高2億ドルの融資を手配した。10月23日、ディズニーはタッチウッド・パシフィック・パートナーズを設立し、シルバー・スクリーン・パートナーシップ・シリーズに代わって、同社の映画スタジオの主要な資金源となった。ディズニー初の続編アニメーション映画『ビアンカの大冒険 ゴールデン・イーグルを救え!』は1990年11月16日に公開され、ディズニーとピクサー（ルーカスフィルムのコンピューター部門）が開発したデジタル・ソフトウェア、コンピューター・アニメーション・プロダクション・システム（CAPS）を駆使して制作された。興行収入は4,740万ドルと苦戦したものの、批評家からは高評価を得た。1991年、ディズニーとピクサーは3本の映画を共同で製作する契約に合意し、その第1作が『トイ・ストーリー』だった。
ダウ・ジョーンズは、1991年5月にディズニーを選び、「経済におけるエンターテインメントとレジャー産業の重要性を反映している」と述べた。ディズニーの次のアニメーション映画『美女と野獣』は1991年11月13日に公開され、約4億3千万ドルの興行収入を記録した。ゴールデングローブ賞で作品賞を受賞した最初のアニメーション映画であり、アカデミー賞では6部門にノミネートされ、アニメーション映画として初めてアカデミー作品賞にノミネートされた。この作品は批評家からも高く評価され、ディズニー映画の最高傑作と評価する批評家もいる。1992年の『飛べないアヒル』の公開に合わせて、ディズニーはナショナル・ホッケー・リーグのチーム、アナハイムのマイティ・ダックスを設立した。1992年11月11日に公開されたディズニーの長編アニメーション『アラジン』は、5億400万ドルの興行収入をあげ、それまでのアニメーション映画で最高の興行収入となり、アニメーション映画として初めて5億ドルの興行収入をあげた。アカデミー賞では「ホール・ニュー・ワールド」の歌曲賞と作曲賞の2部門を受賞し、「ホール・ニュー・ワールド」はグラミー賞でソング・オブ・ザ・イヤーを受賞した唯一のディズニーソングとなった.。1993年、ディズニーは6,000万ドルで独立系映画配給会社のミラマックス・フィルムズを買収し、大人向け映画のラインナップを拡大した。同年、ディズニーはネイチャー・コンサーバンシーとの共同事業で、在来の動物や植物を保護するため、フロリダのエバーグレーズ源流域8,500エーカー（3,439ヘクタール）を購入し、ディズニー・ウィルダネス保護区を設立した。

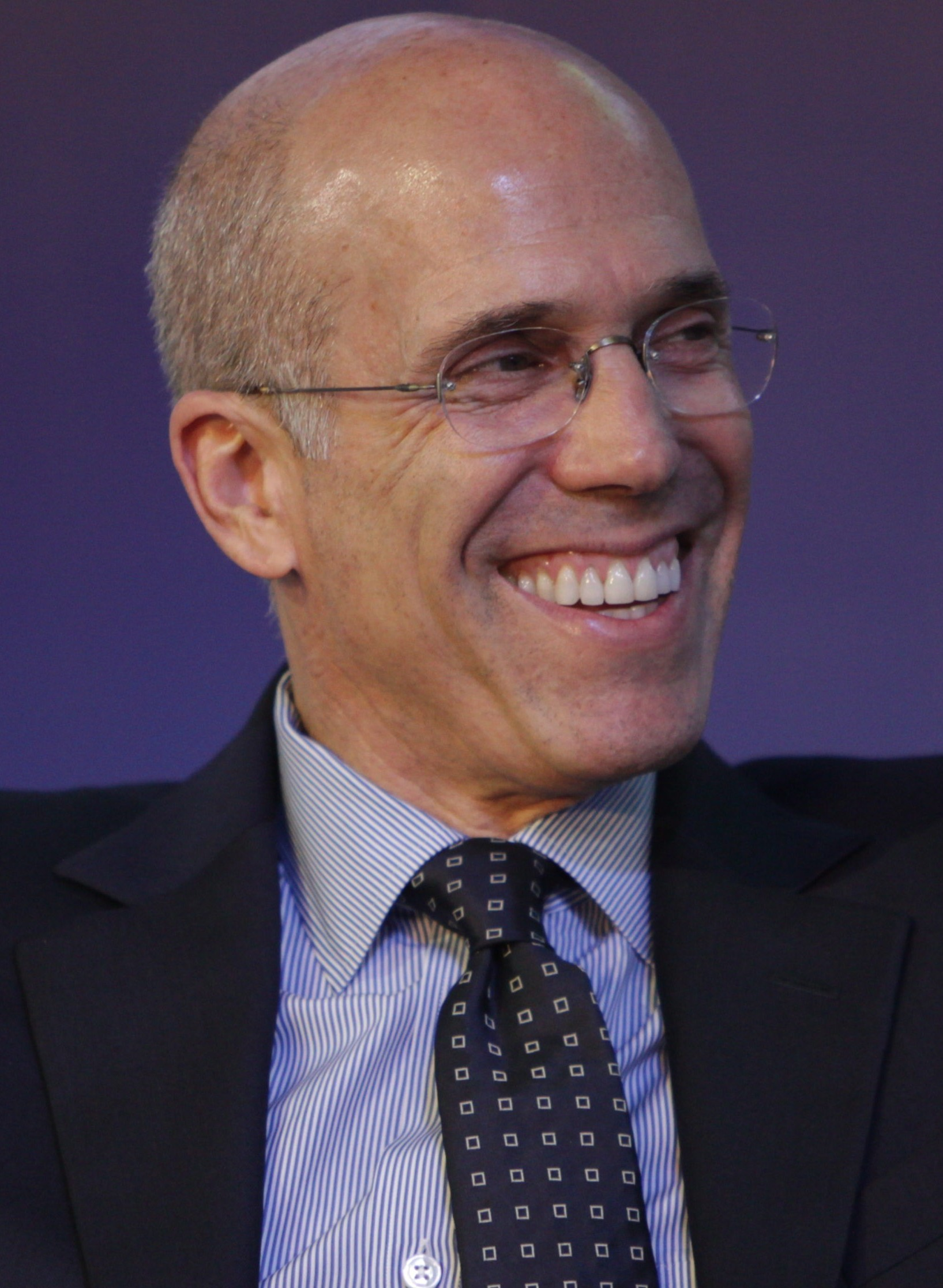
ジェフリー・カッツェンバーグは1984年から1995年までウォルト・ディズニー・スタジオの会長を務めた。

1994年4月3日、フランク・ウェルズがヘリコプター事故で死去した。彼、アイズナー、カッツェンバーグの3人は、1984年の就任以来、会社の時価総額を20億ドルから220億ドルに押し上げることに貢献した。同年6月15日に公開された『ライオン・キング』は大ヒットし、『ジュラシック・パーク』に次いで歴代2位、アニメーション映画としては歴代1位となる9億6,850万ドルの興行収入を記録した。批評家からも高く評価され、アカデミー賞では作曲賞と歌曲賞の2部門を受賞した。公開直後、カッツェンバーグはアイズナーから社長への昇進を拒否され、会社を去った。退社後、映画スタジオのドリームワークスSKGを共同設立した。 ウェルズの後任は、1995年8月13日にアイズナーの友人のマイケル・オーヴィッツに交代した。1994年、ディズニーはアメリカの主要テレビネットワークであるABC、NBC、CBSのいずれかを買収したいと考えていた。アイズナーはNBCの買収を計画したが、ゼネラル・エレクトリック（GE）が株式の過半数を保持することを望んだため、この取引は中止された。1994年、ディズニーの年間売上は101億ドルに達し、その48％が映画産業、34％がテーマパーク、18％がマーチャンダイジングによるものだった。ディズニーの純利益は前年比25％増の11億ドルだった。6月16日に公開された『ポカホンタス』は3億4,600万ドル以上の興行収入をあげ、アカデミー賞のミュージカル・コメディ部門作曲賞と『カラー・オブ・ザ・ウィンド』の歌曲賞を受賞した。ピクサーとディズニーが初めて共同製作した世界初の全編フルCGアニメーション映画『トイ・ストーリー』は、1995年11月19日に公開され、批評家から絶賛を浴び、最終興収は3億6,100万ドルに達した。この作品はアカデミー特別賞を受賞し、アニメーション映画として初めて脚本賞にノミネートされた。
1995年、ディズニーはテレビネットワークキャピタル・シティーズ/ABCインクを190億ドルでの買収を発表した。これは当時、アメリカ史上2番目に大きな企業買収であった。この買収により、ディズニーは放送ネットワークABC、スポーツネットワークESPNとESPN 2の株式の80％、ライフタイム・テレビジョンの株式の50％、DICエンターテイメントの株式の過半数、A&Eテレビジョン・ネットワークスの株式の37.5％を取得した。この取引後、同社は1996年11月18日にABCラジオ・ネットワークで若者向けのラジオ番組「ラジオ・ディズニー」を開始した。ウォルト・ディズニー・カンパニーは、1996年2月22日に主にテーマパークとグッズのプロモーションを目的とした公式ウェブサイトdisney.comを開設した。同年6月19日、同社の次のアニメーション映画『ノートルダムの鐘』が公開され、興行収入3億2500万ドルを記録した。オヴィッツの経営スタイルはアイズナーとは異なっていたため、オヴィッツは1996年に社長を解雇された。ディズニーは1997年9月、30分アニメ番組『マルスピラミ』13話分を契約通りに制作できなかったことをめぐり、マルスB.V.に1,040万ドルの訴訟を起こされ、敗訴した。その代わり、ディズニーは社内の他の人気コンテンツに注目すべきだと考えていた。1996年からメジャーリーグベースボール（MLB）の球団であるカリフォルニア・エンゼルスの株式25％を所有していたディズニーは、1998年に1億1000万ドルでチームを買収し、アナハイム・エンゼルスと改名し、1億ドルでスタジアムを改装した。 『ヘラクレス』（1997年）は6月13日に公開され、興行収入は2億5,200万ドルと、それ以前の作品に比べ振るわなかった。2月24日、ディズニーとピクサーは、ディズニーを配給会社として5本の映画を共同で製作する10年契約を結んだ。両者は製作費、収益、ロゴ・クレジットを分担し、ディズニー・ピクサー作品と呼ぶことになった。ディズニー・ルネサンス期には、映画部門のタッチストーンも全米でロマンティック・コメディとして最高のチケット販売数を記録し、4億3200万ドルの興行収入を上げた『プリティ・ウーマン』（1990年）、1990年代前半のコメディ映画の中で特に興行成績が良く、2億3100万ドルの興行収入を上げた『天使にラブ・ソングを…』（1992年） 、2億2400万ドルの興行収入を上げたアクション映画『コン・エアー』（1997年）、1998年最高の興行収入を上げた5億5300万ドルの『アルマゲドン』（1998年）などの映画でヒット作を生み出した。
ディズニー・ワールドでは、1998年4月22日のアースデイに、580エーカー（230ヘクタール）という世界最大のテーマパーク、ディズニー・アニマル・キングダムをオープンさせた。動物をテーマにした6つのゾーン、2,000頭以上の動物たち、そしてその中心にある「ツリー・オブ・ライフ」を有している。高い評価を受けたディズニーの次のアニメーション映画『ムーラン』とディズニー・ピクサー映画『バグズ・ライフ』は、それぞれ1998年6月5日と11月20日に公開された。『ムーラン』は3億400万ドルでその年の第6位、『バグズ・ライフ』は3億6300万ドルで第5位の興行収入を記録した。6月18日、ディズニーは7億7000万ドルでインターネット検索エンジンインフォシークの株式43％を取得し、インフォシーク傘下のスターウェーブも獲得した。1999年1月12日、ディズニーはウェブ・ポータルのGo.comをインフォシークとの共同事業で立ち上げ、同年末にインフォシークの残りを買収した 。1994年、クルーズ会社のカーニバルおよびロイヤル・カリビアン・インターナショナルとの交渉が失敗した後、ディズニーは1998年に独自のクルーズ・ライン事業を開始すると発表した。ディズニー・クルーズ・ラインの最初の2隻はディズニー・マジックとディズニー・ワンダーと名付けられ、イタリアのフィンカンティエリによって建造される予定だった。クルーズに伴い、ディズニーは同ラインのプライベート・アイランドとしてゴルダ・ケイを購入し、2500万ドルをかけて改装し、キャスタウェイ・ケイと改名した。1998年7月30日、ディズニー・マジックがディズニー・ラインの最初の航海として出航した。

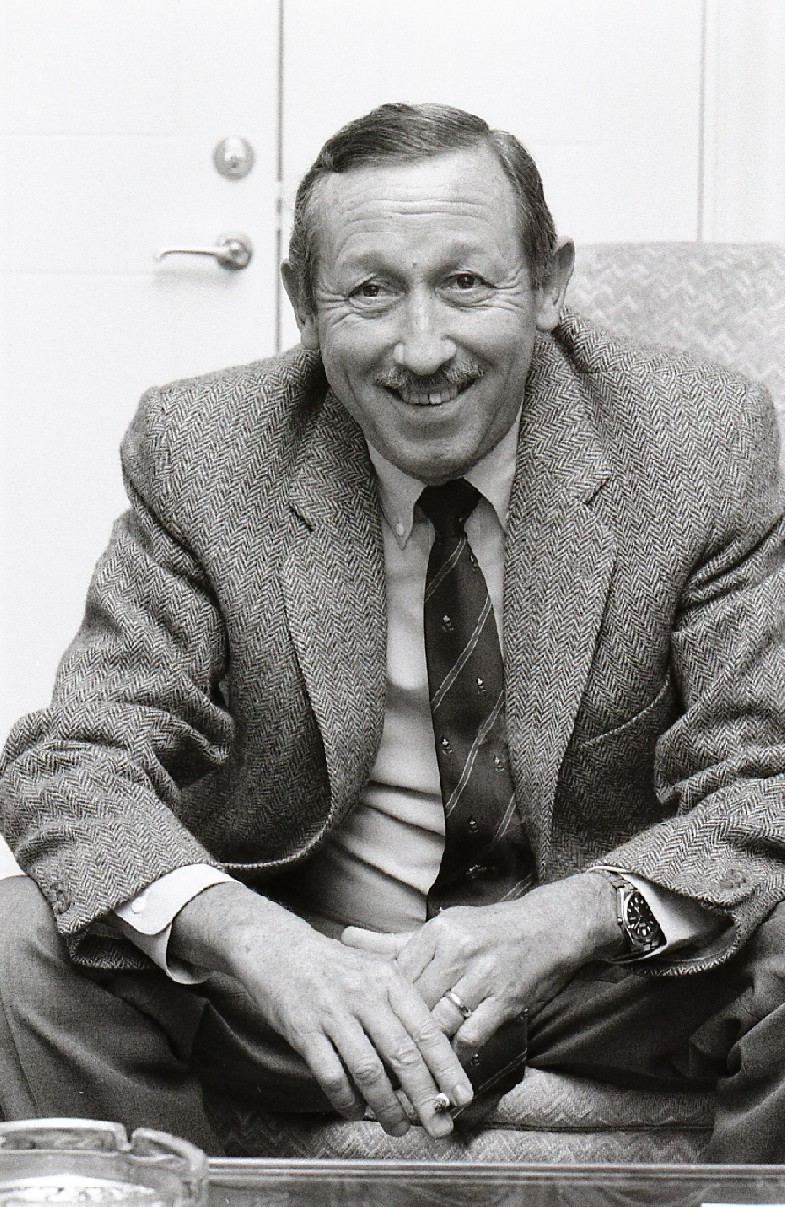
ロイ・O・ディズニーの息子であるロイ・E・ディズニーは、2003年までアニメーション部門のトップを務めていた。

ディズニー・ルネサンスの終わりを告げる『ターザン』（1999年）は6月12日に公開され、興行収入4億4,800万ドル、批評家からは高い評価を得た。また、フィル・コリンズの「ユール・ビー・イン・マイ・ハート」がアカデミー歌曲賞を受賞した。ディズニー・ピクサー映画『トイ・ストーリー2』は11月13日に公開され、興行収入5億1,100万ドルを記録した。2000年1月25日、アイズナーはオヴィッツの後任として、ABCネットワーク局長のボブ・アイガーをディズニーの社長兼最高執行責任者に指名した。11月、ディズニーはDICエンターテインメントをアンディ・ヘイワードに売却したが、同社とはまだ取引を行っていた。2001年に公開された『モンスターズ・インク』で、ディズニーはピクサーと再び大ヒット作を生み出した。その後、ディズニーは子供向けケーブルネットワークのフォックス・ファミリー・ワールドワイドを30億ドルで買収し、23億ドルの負債を引き受けた。この取引には、フォックス・キッズ・ヨーロッパ、ラテンアメリカのフォックス・キッズ・チャンネル、サバン・エンターテイメントの番組ライブラリーから6,500以上のエピソード、フォックス・ファミリー・チャンネルの株式の76％も含まれていた。2001年度、ディズニーの事業は、ABCテレビネットワークの視聴率低下、9月11日の同時多発テロによる観光客の減少のため、1億5800万ドルの純損失を出した。2001年度のディズニーの収益は、前年の9億2000万ドルに対し、1億2000万ドルであった。コスト削減のため、ディズニーは4,000人の従業員を解雇し、300から400のディズニーストアの店舗を閉鎖すると発表した。2002年のワールドシリーズ優勝後、ディズニーは2003年にアナハイム・エンゼルスを実業家アルトゥロ・モレノに1億8000万ドルで売却した。2003年、ディズニーは年間興行収入30億ドルを達成した最初のスタジオとなった。同年、ロイ・ディズニーは会社の運営方針を理由に引退を表明し、アイズナーを追放するよう求め、同じ週、取締役会メンバーのスタンリー・ゴールドも同じ理由で引退した。ゴールドとディズニーは共同で署名運動「セーブ・ディズニー」を立ち上げた。

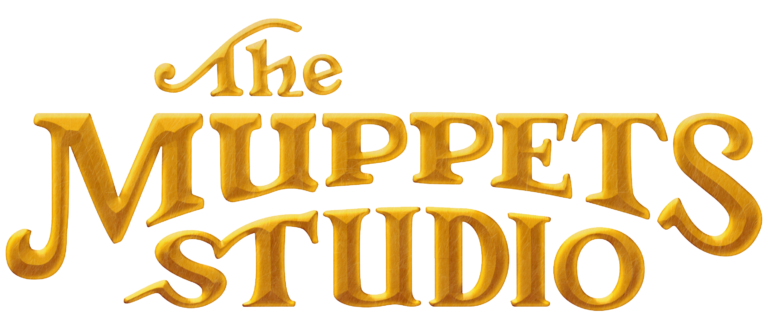
ディズニーは2004年にジム・ヘンソン・カンパニーからザ・マペッツを買収した。

2004年、同社の年次総会で、株主は43％の賛成票を投じてアイズナーを取締役会長から解任した。3月4日、アイズナーの後任として取締役だったジョージ・J・ミッチェルが指名された。4月、ディズニーはジム・ヘンソン・カンパニーからマペッツ・フランチャイズを7500万ドルで買収し、マペッツ・ホールディング・カンパニーLLCを設立した。ディズニー・ピクサー映画『ファインディング・ニモ』（2003年）の大ヒットを受け、『Mr.インクレディブル』（2004年）はアニメーション映画歴代2位となる9億3,600万ドルの興行収入を記録したが、2004年にディズニーとの契約が終了すると、ピクサーは新たな配給会社を探した。ディズニーは10月20日、313店舗を展開する赤字のディズニーストア・チェーンをチルドレンズプレイスに売却した。ディズニーはまた、2005年にNHLチームのマイティ・ダックスをヘンリー・サムエリとその妻スーザンに売却した。ロイ・E・ディズニーは会社への復職を決意し、"名誉取締役 "の肩書きで相談役の地位を得た。

### 2005年 - 2020年 ボブ・アイガーの最初の任期、拡張とDisney+

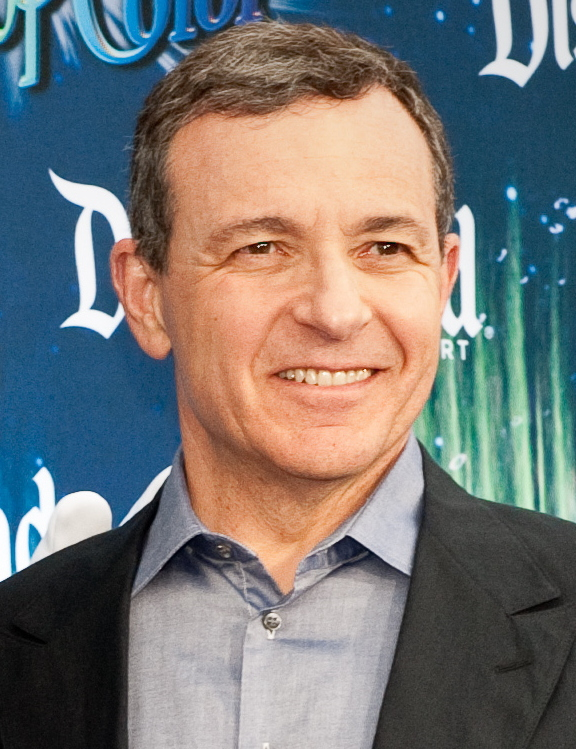
ボブ・アイガーは2005年にディズニーのCEOに就任し、同社のコンテンツ拡大を推進してきた。

2005年3月、ボブ・アイガーが、9月のアイズナーの退任によりディズニーのCEOに就任し、アイガーは10月1日に正式にディズニーのトップに就任した。9月12日、ディズニーの11番目のテーマパークである香港ディズニーランドがオープン。2006年1月24日、ディズニーはスティーブ・ジョブズからピクサーを74億ドルで買収する交渉を開始し、アイガーはピクサーのチーフ・クリエイティブ・オフィサー（CCO）であるジョン・ラセターと社長のエドウィン・キャットマルをウォルト・ディズニー・アニメーション・スタジオのトップに任命した。その1週間後、ディズニーはABCスポーツのコメンテーター、アル・マイケルズをNBCユニバーサルに移籍させ、オズワルド・ザ・ラッキー・ラビットの権利とこのキャラクターが登場する26本のアニメーションを取り戻した。2月6日、ディズニーはテレビ放送会社シタデル・コミュニケーションズの52％を取得し、27億ドルでABCラジオのネットワークと22の放送局をシタデル・ブロードキャスティングと合併すると発表した。ディズニー・チャンネルのオリジナル映画『ハイスクール・ミュージカル』が放映され、サウンドトラックがトリプル・プラチナに受賞した。
ディズニーの2006年の実写映画『パイレーツ・オブ・カリビアン/デッドマンズ・チェスト』は、ディズニーにとってそれまでの最大のヒット作であり、興行収入10億ドル強を稼ぎ出し、史上3番目のヒット作となった。同社は6月28日、ジョージ・ミッチェルに代わり、取締役の一人で、P&Gの元CEOであるジョン・E・ペッパー・ジュニアを2007年に会長として迎えることを発表した。続編『ハイスクール・ミュージカル2』は2007年にディズニー・チャンネルで放送され、ケーブルテレビの視聴率記録をいくつも塗り替えた。2007年4月、マペッツ・ホールディング・カンパニーはディズニー・コンシューマー・プロダクツ部門からウォルト・ディズニー・スタジオ部門に移され、マペッツ・スタジオに改名された。『パイレーツ・オブ・カリビアン/ワールド・エンド』は9億6,000万ドルで2007年最高の興行収入を記録した 。ディズニー・ピクサー映画『レミーのおいしいレストラン』（2007年）と『ウォーリー』（2008年）は大ヒットし、『ウォーリー』はアカデミー賞長編アニメーション賞を受賞した.。フォックス・ファミリー・ワールドワイドの買収を通じてジェティクス・ヨーロッパの大部分を取得した後、ディズニーは2008年に同社の残りを3億1800万ドルで買収した。
ボブ・アイガーは2009年にディズニーの公式ファンクラブとしてD23を発足させ、D23 Expoと名付けられた2年に一度の大規模なイベントを開催した。2月、ディズニーはドリームワークス・ピクチャーズと配給契約を結び、タッチストーン・ピクチャーズを通じて今後5年間でドリームワークスの映画30本を配給し、ディズニーは興行収入の10％を得ることを発表した。2009年の映画『カールじいさんの空飛ぶ家』は興行収入7億3,500万ドルを記録し、アカデミー賞では長編アニメーション賞を受賞した。同年末、ディズニーは子供向けのテレビチャンネル「ディズニーXD」を開局した。8月には、マーベル・エンターテインメントとその資産を40億ドルで買収し、マーベル・コミック関連のキャラクターを商品ラインナップに加えた。9月、ディズニーはニューズ・コーポレーションおよびNBCユニバーサルと提携し、ストリーミングサービスHuluの株式の27％を取得した。12月16日、ロイ・E・ディズニーが胃がんのため死去した。2010年3月、ハイム・サバンはディズニーからパワーレンジャーのフランチャイズ（700話のライブラリを含む）を約1億ドルで譲り受けた。その直後、ディズニーはミラマックス・フィルムズをロナルド・チューター率いる投資グループに6億6,000万ドルで売却した。その間、ディズニーは実写映画『アリス・イン・ワンダーランド』とディズニー・ピクサー映画『トイ・ストーリー3』を公開し、両作品とも10億ドル強の興行収入を上げ、これは10億ドルを達成した6作目と7作目の作品となった。この年、ディズニーは10億ドルを稼ぐ映画を年間2本公開した初のスタジオとなった。2010年、同社は2007年にイメージムーバーズと提携して開始したイメージムーバーズ・デジタルを2011年までに閉鎖すると発表した。
翌年、ディズニーは最後の手描きアニメーション映画『くまのプーさん』を劇場公開した。『パイレーツ・オブ・カリビアン/生命の泉』は10億ドル強の興行収入を記録し、ディズニーにとって8作目の興行収入となり、世界で最も興行収入を上げた映画となり、史上3番目の興行収入となった。2011年1月、ディズニー・インタラクティブ・スタジオの規模が縮小され、200人の従業員が解雇された 。4月、総工費44億ドルの新テーマパーク「上海ディズニーリゾート」の建設を開始した。8月、ボブ・アイガーは、ピクサーとマーベルの買収後、彼とウォルト・ディズニー・カンパニーは「新しいキャラクターか、偉大なキャラクターと偉大なストーリーを創造できるビジネスを買収する」予定であると述べた。2012年10月30日、ディズニーはジョージ・ルーカスから40億5000万ドルでルーカスフィルムを買収すると発表した。この買収により、ディズニーは『スター・ウォーズ』シリーズを含む多くの映画コンテンツを手に入れることになり、ディズニーは2～3年ごとに新作を製作すると発表した。ディズニーはまた、インディ・ジョーンズ シリーズ、視覚効果スタジオのインダストリアル・ライト&マジック、テレビゲーム会社のルーカスアーツを手に入れた。買収は2012年12月21日に完了した。
2012年2月上旬、ディズニーはUTV Software Communicationsの買収を完了し、市場をインドとその他のアジアにさらに拡大した。3月にはアイガーがディズニーの会長に就任した。マーベル映画『アベンジャーズ』の歴代3位となる初登場興行収入13億ドルを達成した。興行収入12億ドルを超えるマーベル映画『アイアンマン3』が2013年に公開された。同じ年に公開されたディズニーのアニメーション映画『アナと雪の女王』は、12億ドルの興行収入でアニメーション映画史上最高となった。同映画の関連商品は大人気となり、同社は1年で10億ドルを稼ぎ出し、世界的な品薄状態が発生した。2013年3月、アイガーはディズニーが手描きアニメーション部門を閉鎖し、数人のベテランアニメーターが解雇された。2014年3月24日、ディズニーはYouTubeのマルチチャンネルネットワークとして活躍するメーカー・スタジオを9億5000万ドルで買収した。
2015年2月5日、ディズニーはトーマス・O・スタッグスが最高執行責任者(COO)に昇格したと発表した 。6月、同社はコンシューマープロダクツ部門とインタラクティブ部門を統合し、新たに「ディズニー・コンシューマープロダクツ・アンド・インタラクティブ・メディア」という子会社を設立すると発表した。8月、マーベル・スタジオは再編され、ウォルト・ディズニー・スタジオの傘下に入った。同社が2015年に公開した作品には、興行収入8億ドルを超える成功を収めたアニメーション映画『インサイド・ヘッド』や、14億ドルを超える興行収入を記録したマーベル映画『アベンジャーズ/エイジ・オブ・ウルトロン』などがある。公開された『スター・ウォーズ/フォースの覚醒』の興行収入は20億ドルを超え、歴代3位となった。10月、ディズニーはテレビチャンネルABCファミリーが視聴者層を広げるため、2016年にフリーフォームに改名すると発表した。2016年4月4日、ディズニーはアイガーの後任と思われていたトーマス・O・スタッグスCOOが2016年5月に退社し、26年間のディズニーでのキャリアに終止符を打つと発表した。上海ディズニーランドは2016年6月16日、同社で6番目のテーマパーク・リゾートとしてオープンした 。ストリーミングサービスを開始する動きとして、ディズニーは8月にメジャーリーグのテクノロジー企業バムテックの株式の33％を10億ドルで買収した。2016年、ディズニー映画4作品の興行収入が10億ドルを超えた。アニメーション映画『ズートピア』、マーベル映画『シビル・ウォー/キャプテン・アメリカ』、ピクサー映画『ファインディング・ドリー』、『ローグ・ワン/スター・ウォーズ・ストーリー』で、ディズニーはスタジオとして初めて全米興行収入30億ドルを突破した。ディズニーはまた、自社のコンテンツや商品を販売するためにソーシャルメディア・プラットフォーム「Twitter」の買収を検討してみたが、最終的にこの買収を取りやめた。アイガーはこれについて、ディズニーが必要のない責任を負うことになり、自分にとって「ディズニーらしくない」と考えたからだと述べている。
2017年3月23日、ディズニーはアイガーがCEOとしての任期を2019年7月2日まで1年間延長し、相談役として3年間同社に残ることに合意したと発表した。2017年8月8日、ディズニーはストリーミングサービスNetflixとの配信契約を終了し、2019年までにBAMtechの技術で構築した独自のストリーミングプラットフォームを立ち上げる意向であることを発表した。この間、ディズニーは15億ドルを支払ってBAMtechの株式75％を取得した。ディズニーはまた、2018年までに「年間約10,000の国内外の試合やイベントを生中継する」ESPNのストリーミングサービスを開始する予定である。11月、CCOのジョン・ラセターは、後にセクハラ疑惑と報じられた「不手際」を理由に、6ヶ月間会社を休むと発表した。同月、ディズニーと21世紀フォックスは、ディズニーがフォックスの資産の大半を獲得する交渉を開始した。2018年3月より、会社の戦略的再編成により、ディズニー・パークス・エクスペリエンス・プロダクツとダイレクト・トゥ・コンシューマー＆インターナショナルの2つの事業部門が設立された。パーク＆コンシューマープロダクツは主にパーク＆リゾートとコンシューマープロダクツ＆インタラクティブメディアの合併であり、ダイレクト・トゥ・コンシューマー＆インターナショナルはディズニー・インターナショナルと、ディズニー・ABCテレビグループとスタジオ・エンターテイメントにディズニー・デジタル・ネットワークを加えたグローバルな販売、配給、ストリーミング部門を引き継いだ。CEOのアイガーは、この再編成を「将来に向けて戦略的に事業を位置づけるため」と説明しているが、ニューヨーク・タイムズ紙によると、この再編成は21世紀フォックスの買収を想定して行われたものだという。
2017年、ディズニー映画のうち、実写版『美女と野獣』と『スター・ウォーズ/最後のジェダイ』の2本が10億ドルを超える興行収入を記録した。ディズニーは4月12日、定額制スポーツストリーミングサービス「ESPN+」を開始した。2018年6月、ラセターの年内退社が発表されたが、それまでは相談役として残ることになった 。彼の後任として、ディズニーは『アナと雪の女王』の共同監督で『シュガー・ラッシュ』（2012年）の共同脚本家であるジェニファー・リーをウォルト・ディズニー・アニメーション・スタジオの責任者に、1990年からピクサーに参加し、『カールじいさんの空飛ぶ家』、『モンスターズ・インク』、『インサイド・ヘッド』の監督を務めたピート・ドクターをピクサーの責任者に昇格させた。同月末、コムキャストはディズニーの510億ドルの入札額を上回る650億ドルで21世紀フォックスの買収を提案したが、ディズニーが710億ドルの入札額で対抗したため、提案を取り下げた。ディズニーは米国司法省から独占禁止法の認可を得てフォックスを買収した。ディズニーは、マーベル映画『ブラックパンサー』と『アベンジャーズ/インフィニティ・ウォー』（後者は20億ドル以上を稼ぎ出し、史上5番目の興行収入を記録）、ピクサー映画『インクレディブル・ファミリー』の3作品で10億ドルを稼ぎ出し、再び70億ドルの興行収入を達成した。

ディズニーのストリーミング配信サービス「Disney+」は2019年に開始され、2022年6月時点で加入者数は1億3500万人を超えている。

2019年3月20日、ディズニーはルパート・マードックから21世紀フォックスの資産を713億ドルで買収し、ディズニー史上最大の買収となった。買収後、ニューヨーク・タイムズ紙はディズニーを「世界中がかつて見たことのないエンターテインメントの巨像」と評した。この買収により、ディズニーは20世紀フォックス、20世紀フォックス・テレビジョン、フォックス・サーチライト・ピクチャーズ、ナショナル ジオグラフィック・パートナーズ、フォックス・ネットワークス・グループ、インドのテレビ放送局スター・インディア、ストリーミング・サービスのホットスター、そしてHuluの株式30％を取得し、Huluの所有権を60％にした。フォックス・コーポレーションとその資産は独占禁止法のため、今回の取引から除外された。ディズニーはまた、7本の映画の興行収入が10億ドルに達した最初の映画スタジオとなった： マーベルの『キャプテン・マーベル』、実写版『アラジン』、ピクサーの『トイ・ストーリー4』、CGによるリメイク版『ライオン・キング』、『スター・ウォーズ/スカイウォーカーの夜明け』、そして歴代最高興収27億9700万ドルの『アベンジャーズ/エンドゲーム』である。11月12日、ディズニー、ピクサー、マーベル、スター・ウォーズ、ナショナル・ジオグラフィックなどの映画500本とテレビ番組7,500エピソードを揃えた、ディズニーの定額制動画配信サービス・OTTサービス 「Disney+」が、米国、カナダ、オランダで開始された。このサービスは初日で1,000万契約を突破し、2022年には1億3,500万契約、190カ国以上で利用できるようになった。2020年初頭、ディズニーはフォックスの名前を傘下の映画会社から外し、20世紀スタジオとサーチライト・ピクチャーズに改名した。

### 2020年 - 現在 ボブ・チャペックのリーダーシップ、新型コロナウイルスの流行、アイガーの復帰と100周年
- 2020年
  - 4月20日 - 新型コロナウイルス感染症（COVID-19）の世界的流行により連邦政府がロックダウン[454][455]や国家非常事態宣言を発令[456][457]するなどの影響で経営悪化[458][459]のため、 従業員10万人以上に対する給与支払いを停止することを発表[460]。
  - 5月24日 - NBAとディズニーが協議[461]。
  - 6月 -  5月26日にミネソタ州ミネアポリスにおいて黒人男性ジョージ・フロイドが白人警察デレク・ショーヴィンに殺害された事件のジョージ・フロイドの死を発端にアメリカ合衆国のみならず世界中で過去最大デモに発展したジョージ・フロイド抗議運動（ブラック・ライヴズ・マター）において抗議運動団体に多額の支援をする事をディズニー側から発表した[462][463][464]。
  - 7月16日 - 連邦政府の司法長官ウィリアム・バーから直接「ディズニーやビッグ・テックなどの大手企業は中国政府（中国共産党）の手先」と中国市場への依存度を低下させるよう指摘[465][466]。
  - 7月18日 - 人種差別を象徴したFacebookに対して最大の広告主のディズニーがサービスをボイコット[467][468]。
  - 10月1日 - SARSコロナウイルス2（COVID-19）の世界的流行のため米国のテーマパーク事業（ディズニーランド・リゾートとウォルト・ディズニー・ワールド・リゾート）におけるキャスト2万8000人削減する事を発表[469][470][471]。
- 2021年11月13日 - 7月から9月までの第3四半期でDisney+の有料会員が、ディズニー側の予想を遥かに上回る約1億6500万人に到達したと発表した[472]。
- 2022年
  - 3月1日 - ロシア（ロシア軍）によるウクライナ侵攻によって、ロシアは日本をはじめ世界各国の政府から大規模な制裁を受けている影響でディズニーも全ロシア国内での新作映画の上映を一時的に中止することを発表[473][474]。
  - 3月11日 - ロシアによるウクライナ侵攻によって、ロシアにおける全事業を停止すると発表[475][476][477]。
  - 11月 - ボブ・チャペックが業績不振を理由にCEOを解任され、その前任のボブ・アイガーが復帰した[478][479][480]。
- 2023年ディズニー100周年記念のプロモーションロゴ。

ディズニー100周年記念のプロモーションロゴ。

  - 2月 - ディズニーは55億ドルのコスト削減を発表。従業員の3%に相当する7千人が一時解雇された。主要事業部門も3つに再編成された[481]。
  - 9月 - 大手ケーブルテレビ運営会社のチャーター・コミュニケーションズとの間で自社系列チャンネル料金を巡る価格交渉が難航したことから、同社へのチャンネル供給を停止した（後日、供給停止を解除）[482][483]。
  - 10月16日 - ウォルト・ディズニー・カンパニー創立100周年。
  - 11月1日 - ディズニーはコムキャストに対し、Huluの未保有株33%分を86億1000万ドル（約1兆2900億円）で取得することを提案したと発表した[484][485][486]。
  - 12月1日 - コムキャストが保有していたHuluの33%分の株式をディズニーが取得。Huluが名実共にディズニーの完全子会社になった[487]。
- 2024年
  - 2月7日 - エピックゲームズに15億ドル（当時のレートで約2220億円）を出資[488][489]。
  - 2月20日 - 北米（アメリカ・カナダ）でのビデオソフト販売事業をソニーグループ（ソニー・ピクチャーズ ホームエンタテインメント）に移管することで合意[490][491]。
  - 9月1日 - 大手衛星放送運営会社のディレクTVとの間で自社系列チャンネルを巡る契約更新が難航したことから、同社へのチャンネル供給を停止した（後日、供給停止を解除）[492][493]。
- 2025年1月6日 - Huluのライブ配信サービス（Hulu+Live TV）を同業サービスであるFuboと統合することを発表した[494][495]。

## 主要事業部門
- ディズニー・エンターテインメントは、ウォルト・ディズニー・スタジオ、ディズニー・ジェネラル・エンターテインメント・コンテンツ、ディズニー・ストリーミング、ディズニー・プラットフォーム・ディストリビューションを含む、エンターテインメント・メディアおよびコンテンツ事業の全世界における事業全体を統括している。同部門はアラン・バーグマンとダナ・ウォルデンが率いている。
- ディズニー・エクスペリエンスは、テーマパークやリゾート、クルーズや バカンス、そしておもちゃからアパレル、書籍、テレビゲームに至るまで、ディズニーの物語、 キャラクター、フランチャイズを通して生活をもたらす全世界規模に及ぶ部門である。同部門はジョシュ・ダマロが率いている。
- ESPNは、世界中のディズニーのあらゆるスポーツプラットフォーム（国際的なスポーツチャンネルを含む）における、スポーツコンテンツ、商品や サービスに関する事業展開を管理・統括する役割を担っている。同部門はジェームズ・ピタロが率いている。

## 歴代経営者
| 年     | 社長 Presidents 最高執行責任者 COO | 最高経営責任者 CEO Chief Executive Officers | 取締役会長 Chairmen of the Board |
| ------ | ---------------------------------- | ------------------------------------------- | -------------------------------- |
| 1923年 | ウォルト・ディズニー               | ※不在                                       | ※不在                            |
| 1929年 | ウォルト・ディズニー               | ロイ・O・ディズニー                         | ※不在                            |
| 1945年 | ロイ・O・ディズニー                | ロイ・O・ディズニー                         | ウォルト・ディズニー             |
| 1966年 | ドン・B・テータム                  | ロイ・O・ディズニー                         | ロイ・O・ディズニー              |
| 1971年 | E・カードン・ウォーカー            | ドン・B・テータム                           | ドン・B・テータム                |
| 1976年 | E・カードン・ウォーカー            | E・カードン・ウォーカー                     | ドン・B・テータム                |
| 1978年 | ロナルド・W・ミラー                | E・カードン・ウォーカー                     | ドン・B・テータム                |
| 1980年 | ロナルド・W・ミラー                | E・カードン・ウォーカー                     | E・カードン・ウォーカー          |
| 1983年 | ロナルド・W・ミラー                | ロナルド・W・ミラー                         | レイモンド・L・ワトソン          |
| 1984年 | フランク・ウェルズ                 | マイケル・アイズナー                        | マイケル・アイズナー             |
| 1995年 | マイケル・オーヴィッツ             | マイケル・アイズナー                        | マイケル・アイズナー             |
| 1997年 | サンフォード・リトヴァック         | マイケル・アイズナー                        | マイケル・アイズナー             |
| 2000年 | ロバート・A・アイガー              | マイケル・アイズナー                        | マイケル・アイズナー             |
| 2004年 | ロバート・A・アイガー              | マイケル・アイズナー                        | ジョージ・J・ミッチェル          |
| 2005年 | ロバート・A・アイガー              | ロバート・A・アイガー                       | ジョージ・J・ミッチェル          |
| 2007年 | ロバート・A・アイガー              | ロバート・A・アイガー                       | ジョン・E・ペッパー・ジュニア    |
| 2012年 | ※不在                              | ロバート・A・アイガー                       | ロバート・A・アイガー            |
| 2015年 | トム・スタッグス                   | ロバート・A・アイガー                       | ロバート・A・アイガー            |
| 2016年 | ※不在                              | ロバート・A・アイガー                       | ロバート・A・アイガー            |
| 2020年 | ※不在                              | ボブ・チャペック                            | ロバート・A・アイガー            |
| 2022年 | ※不在                              | ロバート・A・アイガー                       | スーザン・アーノルド             |

社長（Presidents）

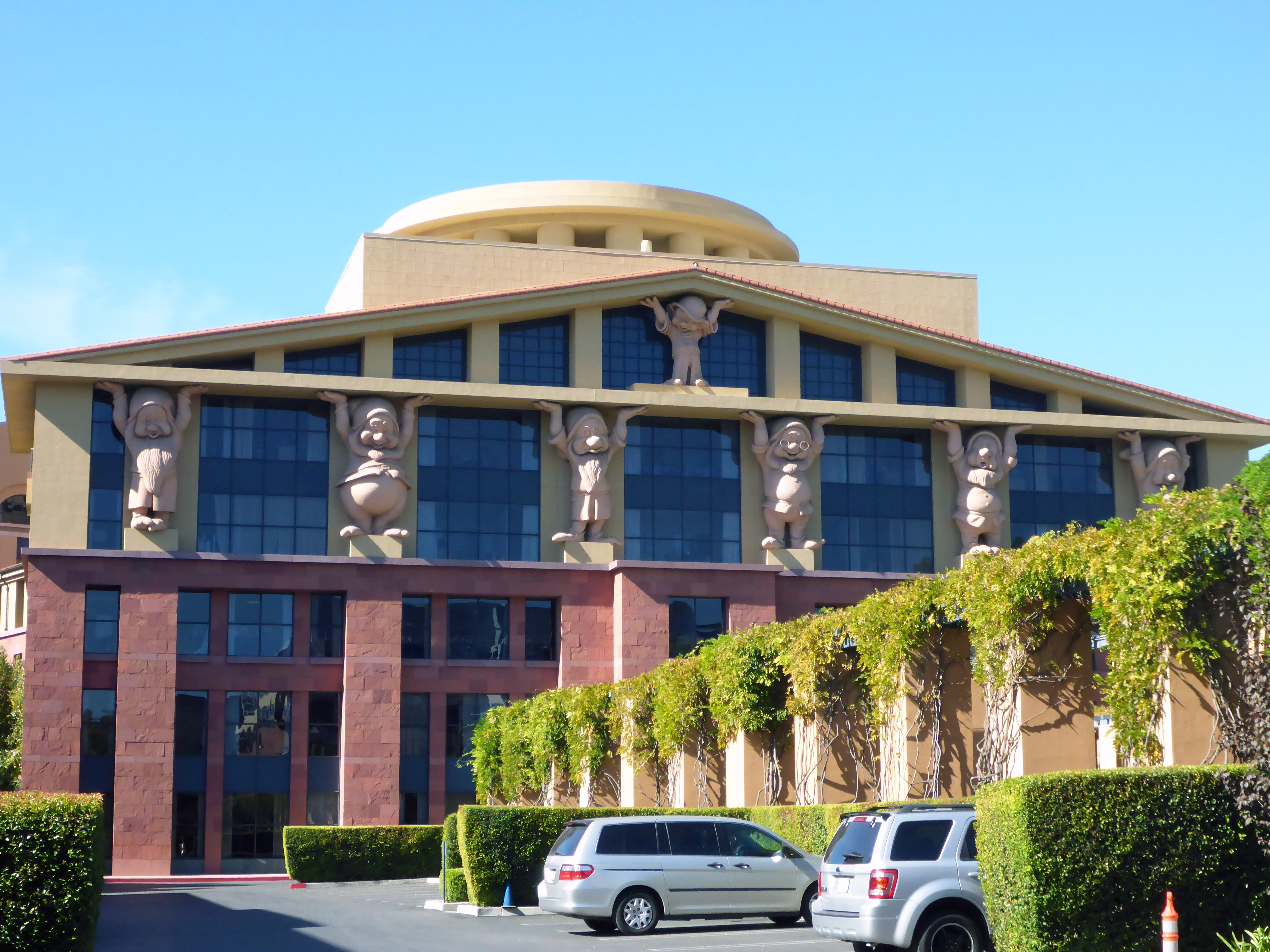
チーム・ディズニー - ウォルト・ディズニー・スタジオのメインビルであるマイケル・D・アイズナー・ビルには、ディズニーの最高経営責任者（CEO）とその他数人の幹部がオフィスを構えている。

- 1923年 - 1945年: ウォルト・ディズニー
- 1945年 - 1966年: ロイ・O・ディズニー
- 1966年 - 1971年: ドン・B・テータム
- 1971年 - 1977年: E・カードン・ウォーカー
- 1978年 - 1983年: ロナルド・W・ミラー
- 1984年 - 1994年: フランク・ウェルズ
- 1995年 - 1997年: マイケル・オーヴィッツ
- 2000年 - 2012年: ロバート・A・アイガー

最高執行責任者（Chief Operating Officers）
- 1984年 - 1994年: フランク・ウェルズ
- 1997年 - 1999年: サンフォード・リトヴァック
- 2000年 - 2005年: ロバート・A・アイガー
- 2015年 - 2016年: トム・スタッグス

最高経営責任者（Chief Executive Officers）
- 1929年 - 1971年: ロイ・O・ディズニー
- 1971年 - 1976年: ドン・B・テータム
- 1976年 - 1983年: E・カードン・ウォーカー
- 1983年 - 1984年: ロナルド・W・ミラー
- 1984年 - 2005年: マイケル・アイズナー
- 2005年 - 2020年: ロバート・A・アイガー
- 2020年 - 2022年: ボブ・チャペック
- 2022年 - 現在: ロバート・A・アイガー

代表取締役会長（Chairmen of the Board）
- 1945年 - 1960年: ウォルト・ディズニー
- 1964年 - 1971年: ロイ・O・ディズニー
- 1971年 - 1980年: ドン・B・テータム
- 1980年 - 1983年: E・カードン・ウォーカー
- 1983年 - 1984年: レイモンド・L・ワトソン
- 1984年 - 2004年: マイケル・アイズナー
- 2004年 - 2006年: ジョージ・J・ミッチェル
- 2007年 - 2012年: ジョン・E・ペッパー・ジュニア
- 2012年 - 2021年: ロバート・A・アイガー
- 2022年 - 現在: スーザン・アーノルド

代表取締役副会長（Vice Chairman of the Board）
- 1984年 - 2003年: ロイ・E・ディズニー
- 1999年 - 2000年: サンフォード・リトヴァック

## レガシー
ウォルト・ディズニー・カンパニーは世界最大のエンターテインメント企業のひとつであり、アニメーション業界のパイオニアとして知られ、これまでに790本の長編映画を製作し、そのうち122本がアニメーション映画である。『ピノキオ』、『トイ・ストーリー』、『バンビ』、『レミーのおいしいレストラン』、『白雪姫』、『メリー・ポピンズ』といったたくさんの作品は、名作として知られている。ディズニーはまた、ミッキーマウス、ウッディ、キャプテン・アメリカ（MCU）、ジャック・スパロウ、アイアンマン（MCU）、など、歴史に残るキャラクターの数々を生み出してきた。
Den of Geekによれば、ディズニーはアニメーション業界に革新をもたらしたと評価し、世界初の長編アニメーション『白雪姫』を製作することで、「映画業界を一変させた」という。同社は、主にウォルトを通して、アニメーション制作のための新技術やより高度な技術を導入し、キャラクターに個性を加えてきた。ディズニーがアニメーションにもたらした技術革新には、マルチプレーン・カメラの発明、ゼログラフィー、CAPS、ディープ・キャンバス、レンダーマンなどがある。ディズニー映画から生まれた曲の多くは非常に人気があり、ビルボードのホット100で1位を獲得したものもある。シリー・ シンフォニーシリーズからのいくつかの曲は、全米で絶大な人気を博した。
ディズニーは、雑誌フォーチュンの2022年版 "世界で最も賞賛される企業 "ランキングで4位にランクされた。『スミスソニアン・マガジン』によれば、「ディズニーのテーマパークほど力強いピュアなアメリカのシンボルはない」という。ディズニーは「確立された文化的アイコン」であり、社名とミッキーマウスは「家庭の名前」である。ディズニーはテーマパーク業界で最大の競争相手の1つであり、12のパークを擁し、そのすべてが2018年に最も来場者数の多かったパーク上位25位に入っている。世界中のディズニーテーマパークの入場者数は1億5700万人を超え、世界で最も来場者数の多いテーマパーク企業となり、2番目に来場者数の多い企業の入場者数を倍増させた。1億5700万人のうち、フロリダのマジック・キングダムの入場者数は2080万人で、世界で最も多くの人が訪れたテーマパークとなった。ディズニーが初めてテーマパーク業界に参入した時、CNNは「ディズニーは既に歴史に名を残す会社になった。そして、テーマパーク業界全体を変えた」と述べている。オレンジ・カウンティ・レジスターによると、ウォルト・ディズニー・ワールドは「テーマパークが企業をライフスタイル・ブランドにするのに役立つことを示すことによって、エンターテイメントを変えた」のであるという。

## 批評と論争

### ディズニーと著作権
ウォルト・ディズニー・カンパニーは、自社作品の著作権とその維持・擁護に非常に執着しており、過剰さがしばしば批判されている。
これはウォルト・ディズニーの、かつてミッキーマウス以前の看板キャラクターだったウサギのキャラクター「オズワルド」の版権がすべて配給側のユニバーサル・ピクチャーズのものになったという過去の苦い経験や、かつてディズニーのライバル会社であったフライシャー・スタジオが契約先のパラマウント・ピクチャーズに事実上乗っ取られている現状を見てきたことなどに由来するものである。そのため、ウォルトは著作権に非常に敏感になり、彼の死後も会社の方針として残り続けている。
アメリカで1998年に制定された、著作権の保護期間を延長するソニー・ボノ著作権延長法は、ミッキーを始めとする主要なキャラクターの著作権が切れる直前に成立したため、一私企業の都合で法律が改変され（ロビイストが議会へロビー活動を行なっているであろうことは敢えて述べるまでもない）、あくまで既得権の維持に執着する強引さに対する皮肉の意味を込めて「ミッキーマウス保護法」とも呼ばれている。これは、著作権を保持できればキャラクターやグッズの売上に対するライセンス料やロイヤリティなどの名目で金銭を徴収できるが、これらのキャラクターや作品の著作権が消滅すると、ライセンスによる金銭の徴収ができなくなるため、多大な経済的損失を伴うことになるからである。
しかし、アメリカでは2024年1月1日にミッキーマウスとミニーマウスのデビュー作である『蒸気船ウィリー』の著作権が失効及し、パブリックドメインが発生したことで、ディズニーによるミッキーマウスとミニーマウスの著作権が切れたことにより、一般の人々や、作家などの人も自由に初代ミッキーを使えるようになった。
ただし、仮に著作権が消滅しても、商標権（作品名・キャラクター名・ブランド名など）その他の知的財産権は保護されるため、全ての権利が消滅するわけではない。なお、日本法人のウォルト・ディズニー・ジャパンでは著作物の外部による使用は一切認めない方針をとっている。
同人誌やファンサイトなどの二次創作の世界では、ディズニーが「著作権に対して厳しい」という強い印象から、ディズニーに関連する二次創作作品の執筆・発行は忌避される傾向にある。2002年には、日本同人誌印刷業組合がディズニーキャラクターの登場するゲーム『キングダム ハーツ』の同人誌発行について「場合によっては印刷を断る」表明をしている。しかし実際にはコミックマーケットなどでディズニーの二次創作同人誌が複数のサークルから発行されており、オンリーイベントも開催されているが訴えられた例はない。2006年には現CEOのボブ・アイガーが以下のように述べている。
ディズニーの人気キャラクターの多くは、シンデレラ、アラジン、雪の女王など「すでに著作権を失効した古典」から拝借して生み出されており、「著作権の消滅したキャラクターを元に、自社で新たに著作権を発生させて儲けているにもかかわらず、自分たちの著作権が失効することは許さない」とは、ディズニーが永年浴び続けている批判である。そもそもパブリック・ドメインの思想を無視し、人類の文化遺産を私企業が私物化するディズニーの姿勢自体が、文化の発展を阻害する反社会的行為であるとの批判も強い。

### 著作権侵害や商標に関する批判・裁判
中には「明確な著作権のある近代作品」をモデルにしたアニメーションやディズニーの名称を盗用した店舗名もあり、こちらは抗議だけでなく実際の裁判問題が発生している。
- 原作者A・A・ミルンからキャラクター使用などの契約をしたイギリス童話「クマのプーさん」は、元絵の主人公やキャラクターをアメリカテイストに変更したり、勝手にストーリーを作り続けるなどして原作者とイギリス本国から裁判を起こされている。
- 1989年には、福岡県福岡市中央区にオープンしたパチンコ店「ディズニー清川支店（西日本ディズニー社が運営・現存せず）」に対し、誤認混同と不正競争防止法違反を理由としてウォルト・ディズニーが福岡地裁に提訴、名称使用の差し止めという形でウォルト・ディズニー側が勝訴している[537]。
- 1994年（平成6年）、米映画紙『ハリウッドレポーター』が故手塚治虫の「ジャングル大帝」（米66年放映「キンバ・ザ・ホワイト・ライオン」）との類似点を指摘した記事に始まる騒動。日本漫画家協会の里中満智子が「偶然の一致とは言い切れない」として配給会社に抗議メッセージを送るなど話題になったが、手塚プロダクション側が、「手塚治虫自身がディズニーのファンであり、もし故人が生きていたら「手塚治虫がディズニーに影響を与えたというのなら光栄だ」と語っただろう」と言うことで不問としたため、裁判にはならなかった[要出典]。
- 2003年には、『ファインディング・ニモ』が、「自書の『Pierrot Le Poisson-Clown』の盗作である」として、フランス人作家Franck Le Calvezから提訴され、翌年にわたっての係争となっている[538]。結果、ウォルト・ディズニー側が勝訴した[539]。
- 2006年3月10日には、映画企画の題名が、ロサンゼルスの暴走族集団ヘルズ・エンジェルスから「我々のグループ名『Wild Hogs』の商標ロゴとマークを盗用している」として著作権侵害訴訟を起こされている[540]。

「明確な原作がない独自のストーリー」としては、映画会社ピクサー・アニメーション・スタジオとの協同作品があるが、これについてはディズニー作品というよりも、最先端のCG技術を持ったピクサーによる別会社作品として、ディズニー作品としての類似点は見られない（役割分担として配給や販売促進を担当）。しかし、同会社をディズニーが買収したことにより、「原作使用を訴えられるので今度は映画会社そのものを取り込んだ」というような内容で批判されている。

### キャラクターグッズ生産工場による労働問題
ディズニーの映画作品におけるキャラクターグッズの生産工場は、東南アジア、中南米、中央アジア、中近東、東欧などの発展途上国を拠点として、約3000の工場と数千人の労働者を擁しているが、その中には児童労働や低賃金、衛生上の欠陥など、劣悪な労働環境が確認された事例があり（いわゆるスウェットショップ）、批判の対象となっている。
1995年には、アメリカ連邦政府の調査機関がロサンゼルスの2つの工場を強制捜査し、児童労働や無報酬での労働などが確認された。
1998年、アメリカのNGO組織「人と労働者の権利を支援する国際労働委員会（NLC）」は、ハイチにおけるディズニーのキャラクターグッズ生産工場が、ハイチ人の労働者に時給60セントの条件を呑ませようとしているとし、また「人間扱いされていない」とのハイチ人労働者の声を伝えた。またNLCは前年の1997年に、メキシコ国境のアクーニャにある子供用シャツの縫製工場「Classic Apparel」を調査し、強制的な残業、清潔な飲料水の不足、トイレ休憩の制限を報告している。
2000年代に入って、「クマのプーさん」のアメリカでの商品化権者の妻であるシャーレイ・スレシンジャー（Shirley Slesinger Lasswell）は、NLCと共同でこれらの工場に対する改善要求を開始、最晩年まで抗議を行った。また、ディズニー製品のハイチ工場の責任者が「より安い生産拠点」として中国に拠点を移すと発表した際には、米国政府はマイケル・アイズナー宛てに労働条件改善を促す親書を送ったが、アイズナーはこれを無視。ハイチの工場は閉鎖縮小され、中国への移転が行われた。